# 帝政风格

法國星形廣場的凱旋門世界上是最著名的帝國風格建築，它於1806年在拿破崙一世在奧斯特里茨戰役取得勝利後建造。

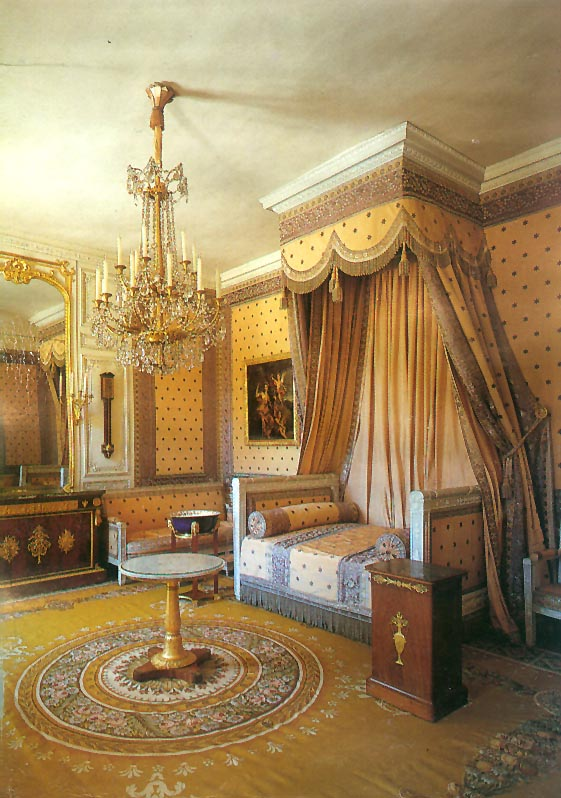
拿破崙的個人寢室

帝政风格（法語：Style Empire），又译帝国风格、帝政式，指的是一种是19世紀早期的建築、家具、裝飾藝術和視覺藝術的設計風格，大量使用白色和金色，在一定程度上影響了後世歐美人的審美。該風格上接新古典主義，下啟新藝術風格。

## 特點
帝政風格最先出現於法國領事館的改裝中，並且隨著法蘭西第一帝國的擴張在1800年～1815年間擴展至歐洲和美國。它的出現和法國皇帝拿破崙一世的崛起緊密相連，拿破崙為了和之前的波旁王朝的艺术劃清界限，因此命令當時的法國建築家們發明一種全新的藝術風格，用來美化拿破崙的個人魅力，以及提振法國人的愛國主義。
在這之前法國流行的藝術叫“木板風格”，屬於洛可可藝術和新古典主義藝術之間的過渡階段，在法王路易十六後期較為常用，以樸素簡約的木製家具為主。而新的帝國風格則全面回歸到“炫富”的理念上，但比起巴洛克藝術，更少的用金色，而更多的用白色。在某種程度上，帝政風格是揉合了奧地利比德邁風格、美國聯邦風格和英國攝政風格的優點。
作為一種“因政治需要”而被创造出來的艺术，它和法國皇帝拿破仑一世有著緊密的連接。拿破崙一世想效倣古罗马帝国，建立起一个不受基督教思想影響的理性欧洲。一開始的帝政风格在室内装饰、家具、瓷器、時鐘、服裝等小型物件中出現，但隨著法國政府的稅收增加，大部份公共建筑上也出現了這種風格。
儘管帝政風格在法國內部的流行時間較短，只有流行到1820年代的後期，但因為它造型的簡單華麗、名字響亮，所以跨越了法國的國界線，在歐洲、美國、加拿大、巴西、阿根廷、日本等地區引起跟風之潮。直到20世紀末期，位於南美洲的獨裁國家們也還在大量建造著帝政風格的建築。

## 歷史
前一時期的木板風格，旨在簡單、優雅的“喚起古羅馬共和國的美德”，反對洛可可的過度裝飾：
羅馬共和時期那堅忍的美德應該作為我們藝術的標準，更可以作為一個政治家清廉、高道德的基礎。法國的市民們應該將自己視為古代英雄，將自己的孩子們以古羅馬將軍的名字來命名，並真的以身作則。法國大革命和屋大維有很多類似之處，古老的美德儀式正在法國重新上演。甚至，元老院或委員會坐的椅子也是嚴格按照古羅馬的風格進行設計的，和真正的古董一樣惟妙惟肖......事實上，這就是新古典主義流行的開始。
帝國風格“轉向了羅馬帝國的華麗富裕。多立克式的節制嚴肅被科林斯式的豐富和輝煌所取代”。
兩位法國建築師Charles Percier和Pierre Fontaine共同創造了法國的帝國風格。兩人都曾在意大利的羅馬城學習，並在1790年代成為巴黎的知名家具設計師。在一次偶然的機會下，他們收到了拿破崙的邀請，被要求和法國大革命的其他政治家合作，創造新的藝術風格。
帝國風格的建築並不是按照憑空的想象而來，而是嚴格考據了羅馬帝國的建築元素、比例、配色以及裝飾物，並刻意剔除歐洲中世紀的特點而成。一般來說，帝政風格最喜歡從古羅馬時代的古董中汲取靈感，從18世紀開始，這種考據學式的風潮就逐漸興起。與同一時期的洛可可風格相比，無論是路易十六還是法國督政府都喜歡把曲線扳直，甚至只用直線條、簡單幾何的設計。帝政風格強烈影響了當代美國的聯邦風格，例如美國國會大廈的設計，兩者都是簡單明了、一望便知，僅僅透過架構比例顯示出建築之美。美國的藝術教科書中甚至說，這是屬於人民群眾的風格，不浮誇，冷靜又均衡。帝政風格在19世紀被認為是一種俱有“解放”和“開明”思想的建築，和其它的舊建築完全不同，就像拿破崙用他的《拿破崙法典》解放了歐洲人民，公開宣揚人人平等一樣。
帝國風格因為拿破崙皇帝親自推廣Percier和Fontaine的作品而快速達到流行。這兩位設計師不僅自己設計，還把他們汲取靈感的方法免費告訴其他藝術家，他們的設計元素其實是從模倣輝煌的古希臘和古羅馬帝國的符號，並將這些符號加入現代歐洲的家具之中。在這個風格內，建築通常需要有簡單的木框架、石柱子和箱形結構組成，可以使用從殖民地進口而來的的昂貴桃花木，也可以使用烏木。如果經濟拮据，採用歐洲本地的普通木頭也行。從細節來看，喜歡在在家具的支架、尖角上鍍金或青銅，展示了簡單卻高超的工藝水平。
在拿破崙戰敗後，帝政風格並沒有消失。當時與拿破崙作戰的一名叫Bernadotte的德意志人將軍，他後來成為了瑞典和挪威的國王Karl Johan，他就非常喜歡帶帝政風格，並將這種風格引入了瑞典。在北歐，帝政風格不叫帝政風格，而是以他自己的名字Karl Johan風格（卡爾約翰風格）命名。到了19世紀末、20世紀初，帝國風格已經在大部份歐洲國家中其實已經退流行了，但卡爾約翰風格依然是斯堪的納維亞半島高檔建築形式中的主流。這也有其現實原因，法國用大量帝政風格的青銅器、家具、水晶吊燈代替真正的戰爭賠款，償還了對瑞典的大部份債務，這些大量流入的法國讓帝政風格在上流社會流行了起來。
既使拿破崙倒台了許久，帝國風格也依然在日後幾十年裡受到歐洲各國的青睞，只是根據每個國家的審美做了一些小調整。帝國風格在19世紀下半葉在法國經歷了第一次復興，全世界的在20世紀初和1980年代的室內裝潢領域第二次復興。使
用帝政風格最多的國家並不是身為發源地的法國，而是意大利。一部份原因是意大利的前身就是羅馬帝國，讓意大利人可以名正言順的使用；另一部份原因是意大利在1870年意大利統一後急需一種具有代表性的民族建築樣式，帝政風格本身政治性就強，所以被大量採用。馬里奧普拉茲在她生涯的後期直接將帝政風格稱為“意大利帝國風格”，因為當時的法國已經流行起別的風格了。除了法國和意大利，英國、奧地利和美國都發展出了有自己濃厚特色的帝國風格，帝國風格也進一步分化為埃及復興風格、希臘復興風格、比德邁爾風格、攝政風格和美國聯邦晚期風格。
俄羅斯和芬蘭在19世紀也在公共領域大量使用帝國風格。在俄羅斯，為慶祝戰勝拿破崙而豎立了好幾座紀念性質的建築，例如俄羅斯海軍部、喀山大教堂、亞歷山大紀念柱和納爾瓦拱門，它們全部是帝政風格加上俄羅斯的傳統裝飾。當時的芬蘭由於是俄羅斯旗下的一個省份，所以也相應的接受了這個風格。最後，20世紀蘇聯的斯大林式建築，因為蘇聯這個國家的強權性質，以及斯大林個人喜歡在現代主義的建築加入新古典主義的元素，故那些按照斯大林的審美來造的建築也可被稱為“斯大林帝國風格”。

## 受帝政風格所影響的代表性物件

### 建築裝飾

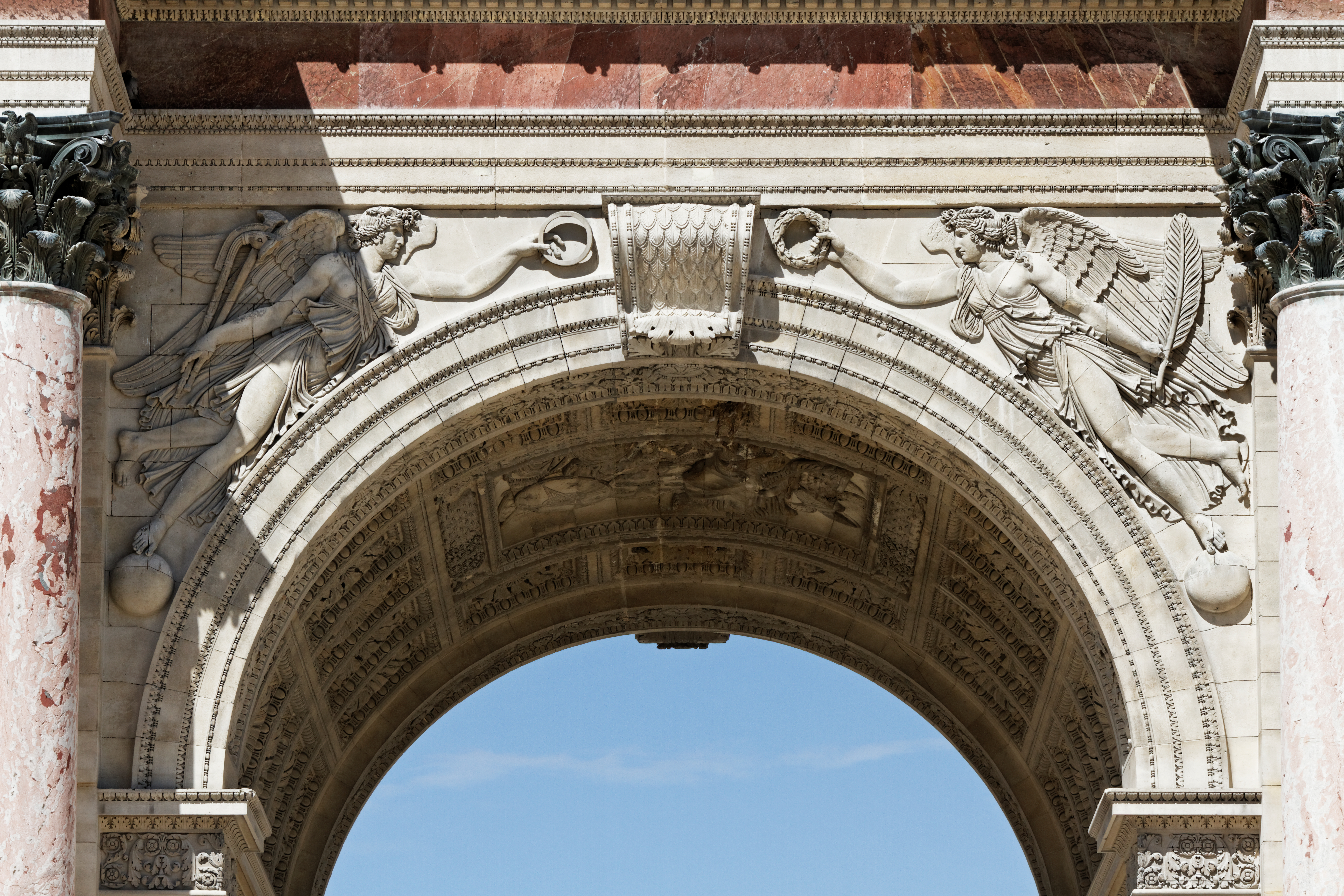
巴黎凱旋門杜卡魯塞爾的細節，有一對帶翅膀的勝利
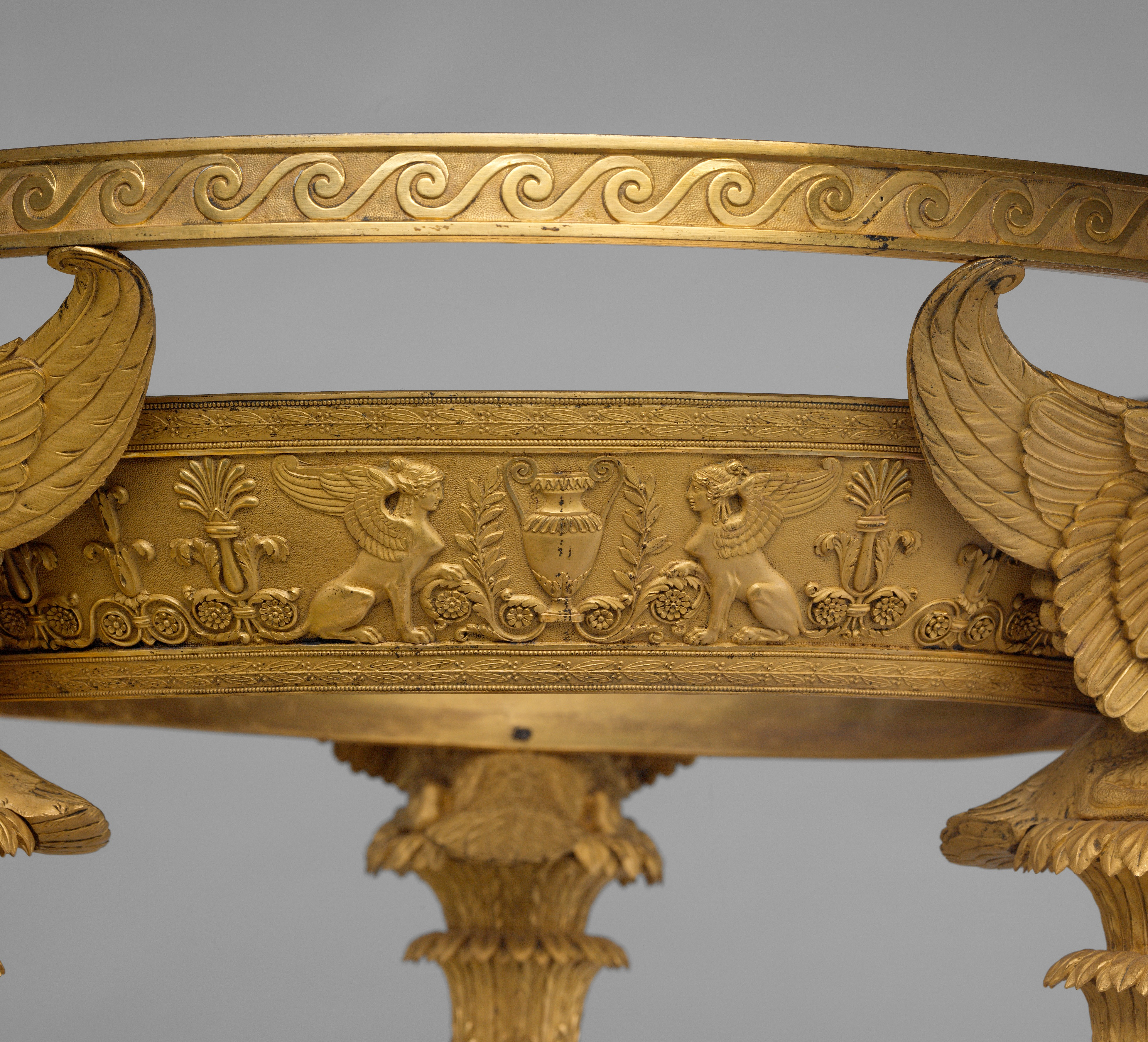
一對獅身人面像，它們之間有一個雙耳細頸瓶，周圍環繞著古羅馬的簡單紋樣
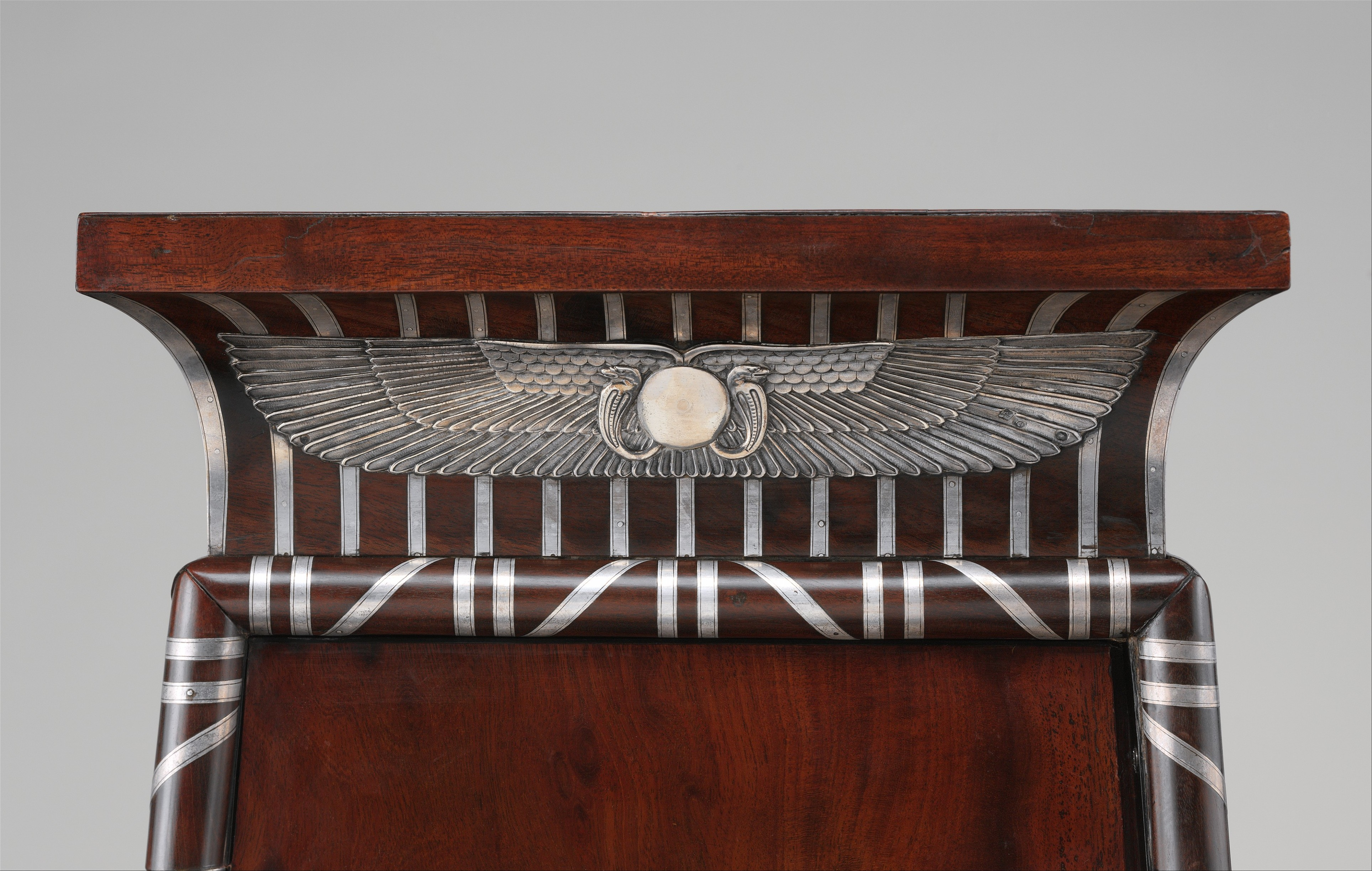
The top of an [[Egyptian Revival decorative arts|埃及風格的“硬幣櫃”，帶有白色象牙和木頭製的紋理，以及帶翼的太陽
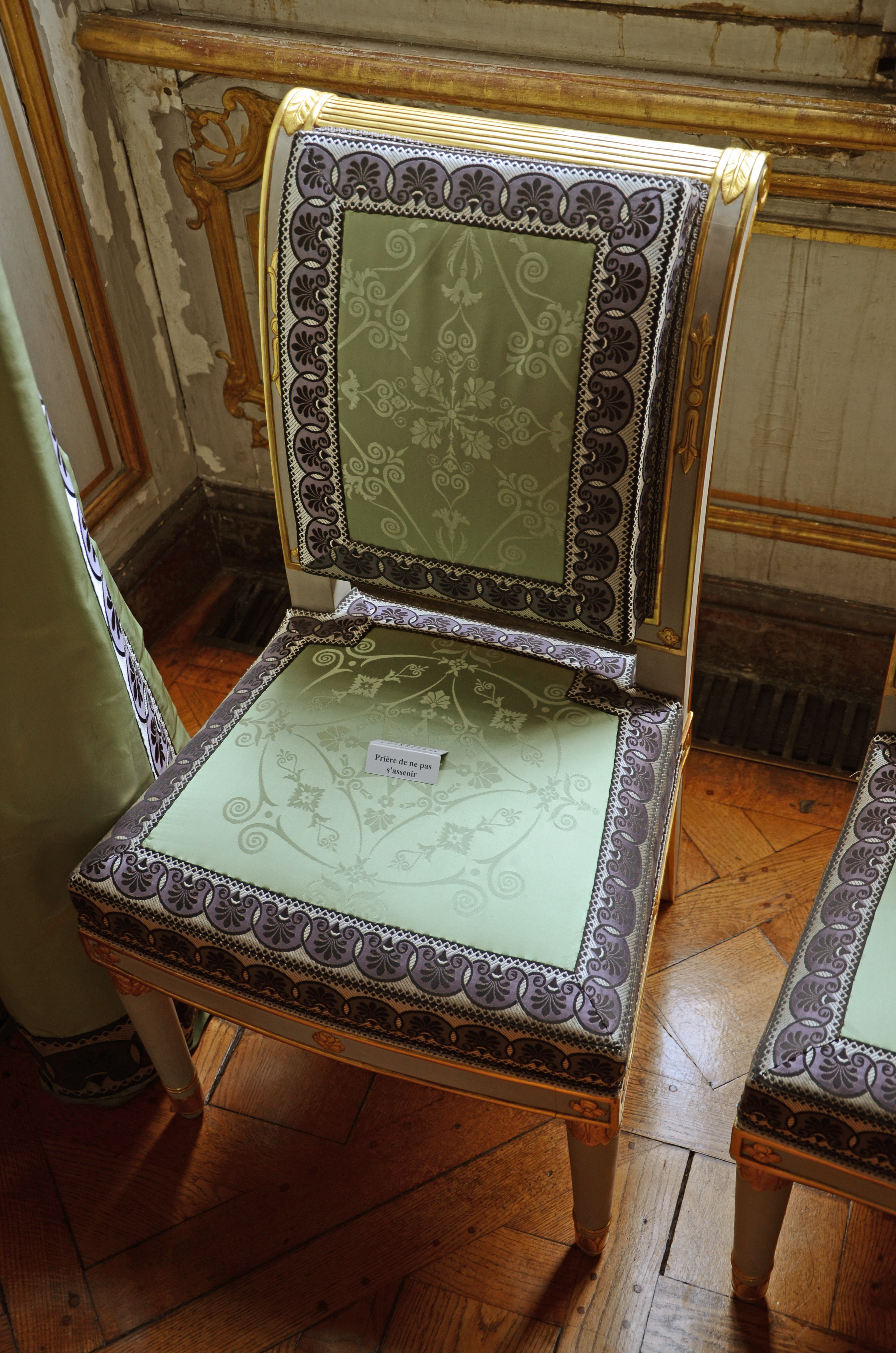
用各種棕櫚葉子作裝飾的椅子
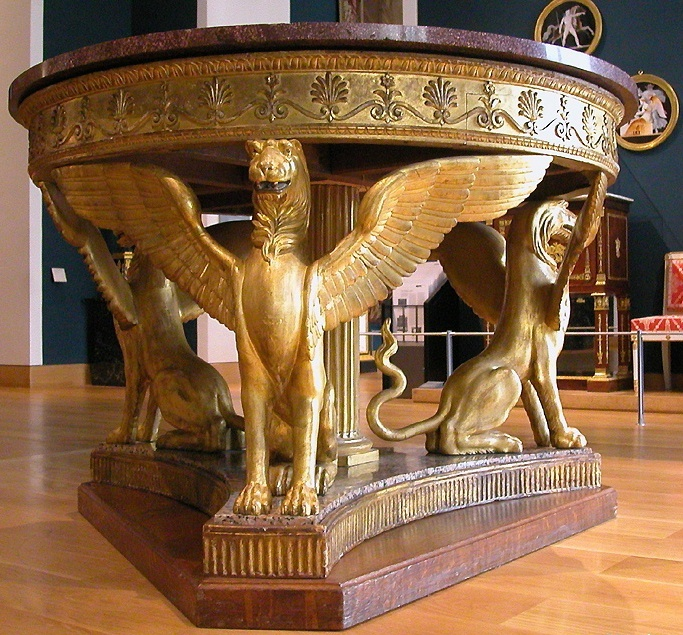
一張桌子，上面有三隻帶翅膀的獅子和一個帶棕櫚葉的小長楣

### 大型建築

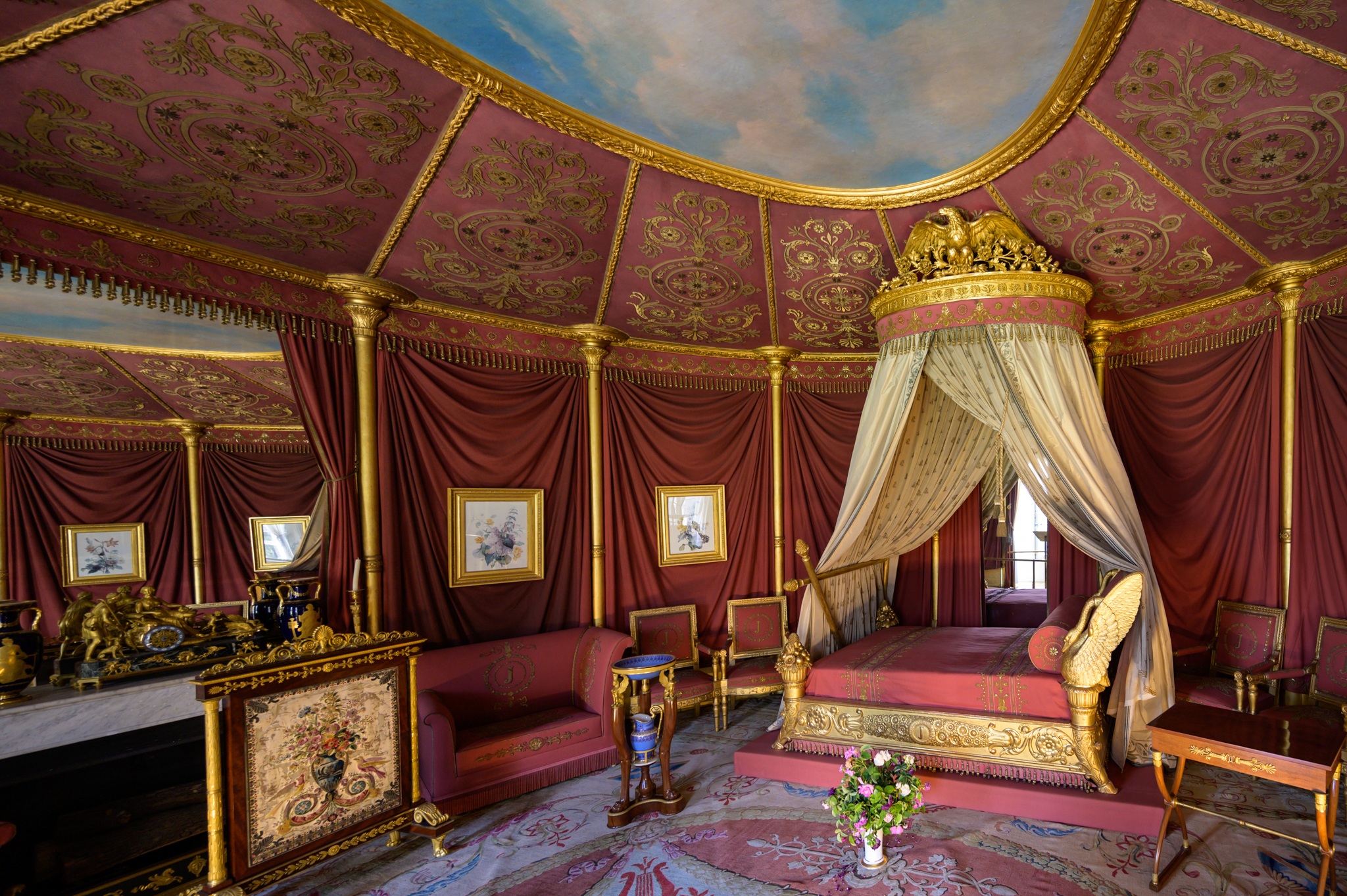
約瑟芬皇后在馬爾邁松城堡（法國呂埃爾-馬爾邁松）的臥室，1800-1802年
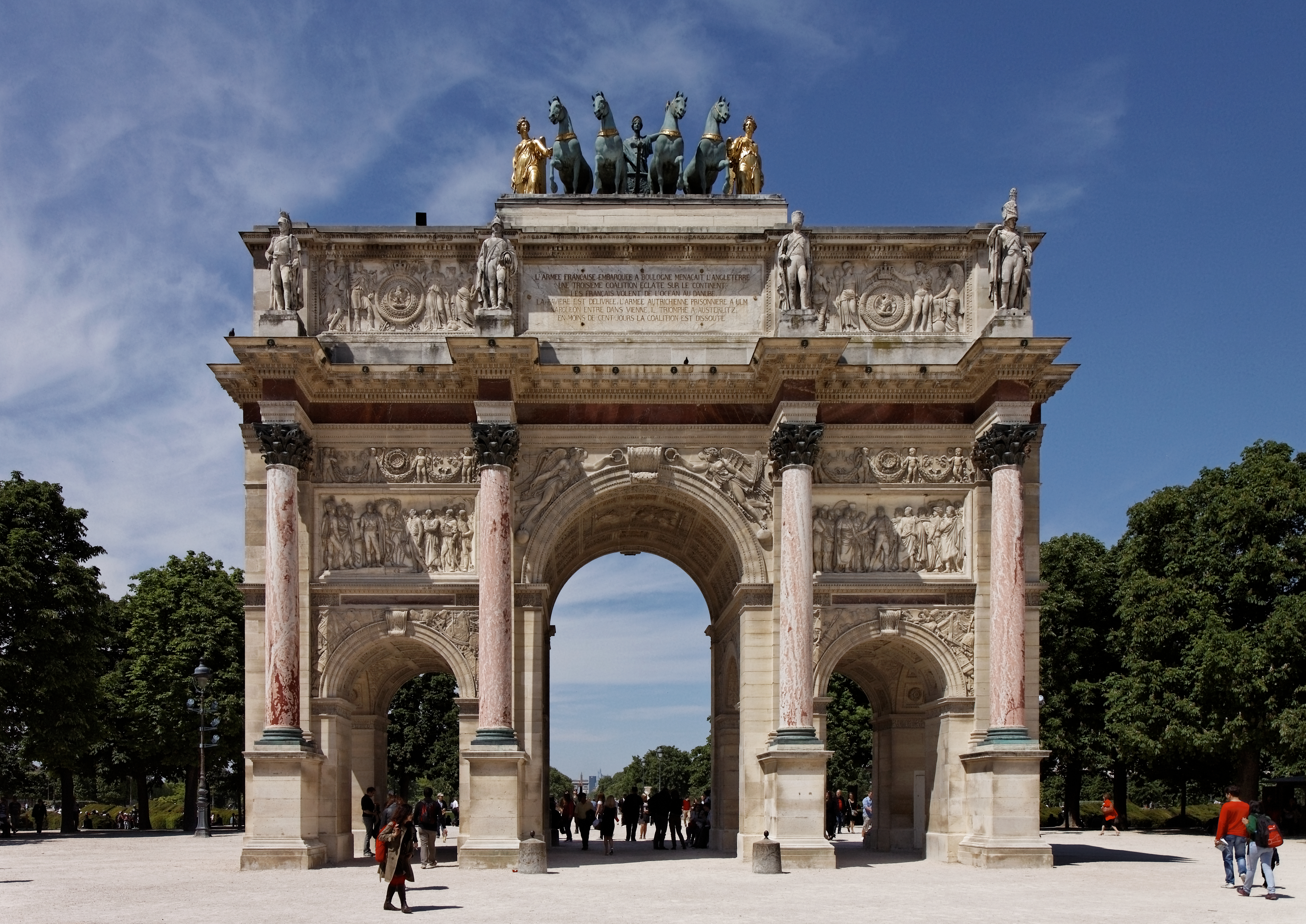
巴黎隨處可見的一座小型拱門，1806-1808年，
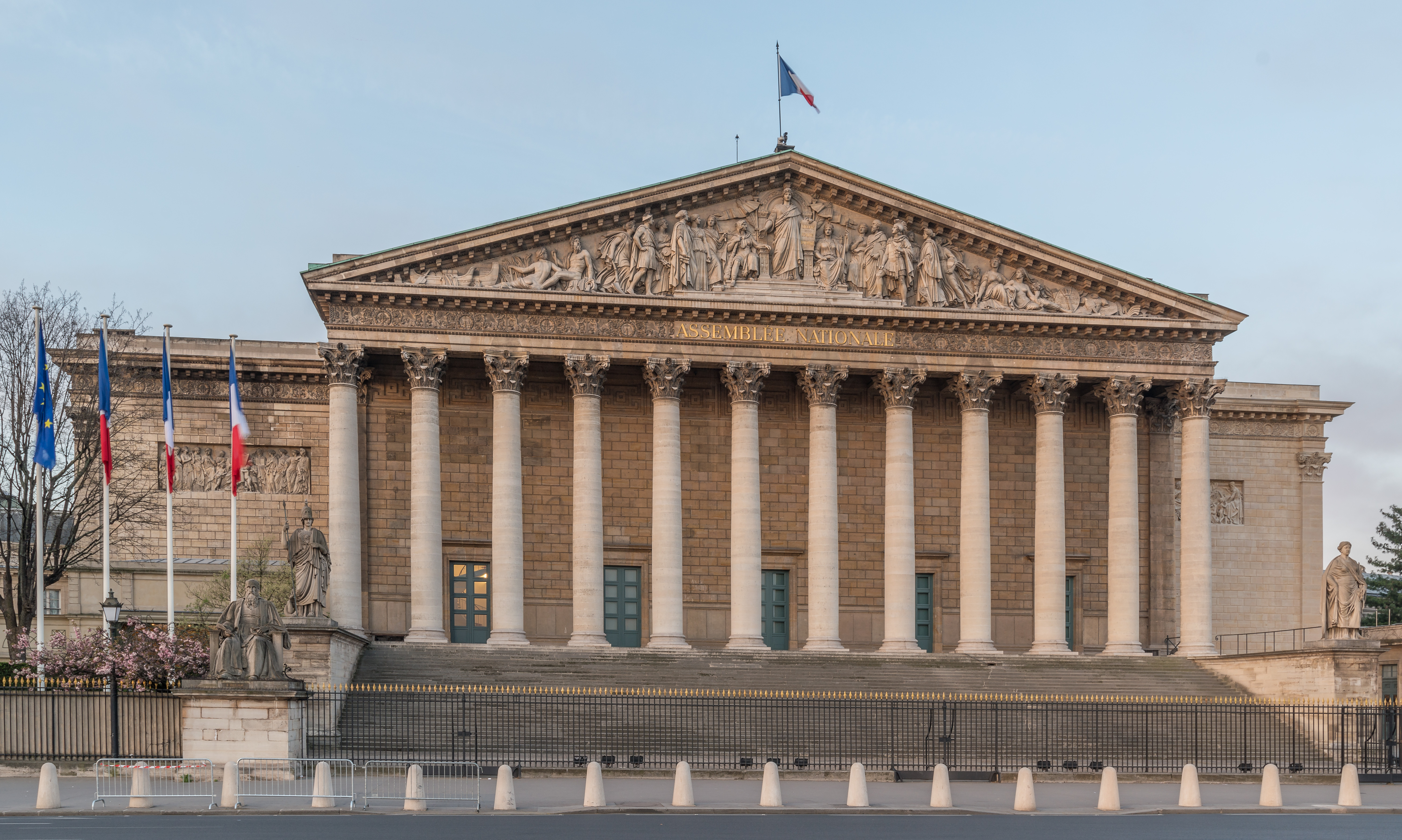
波旁宮（巴黎）的正面大門廊，
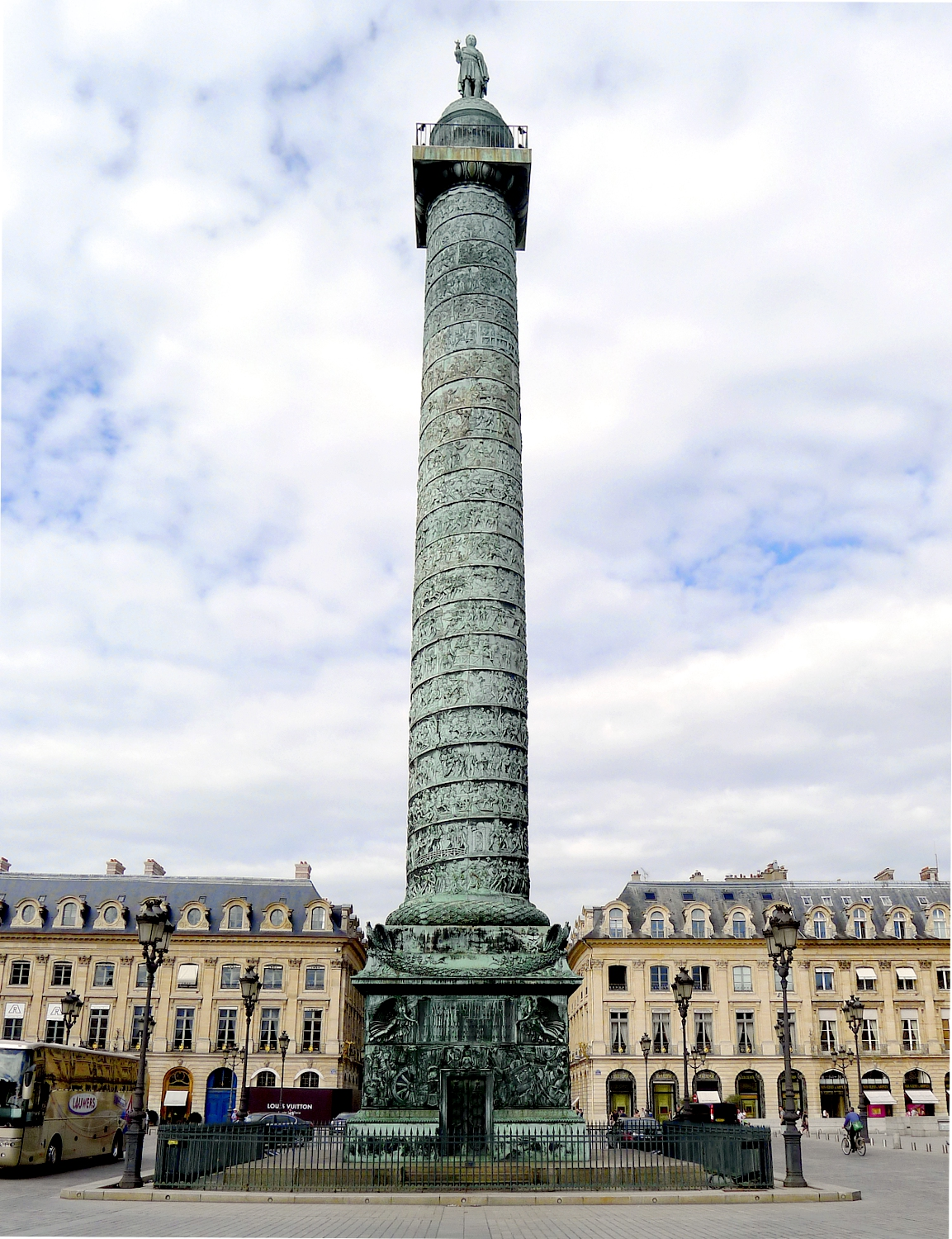
[[Place Vendôme#The Vendôme Column|巴黎旺多姆廣場的紀念石柱
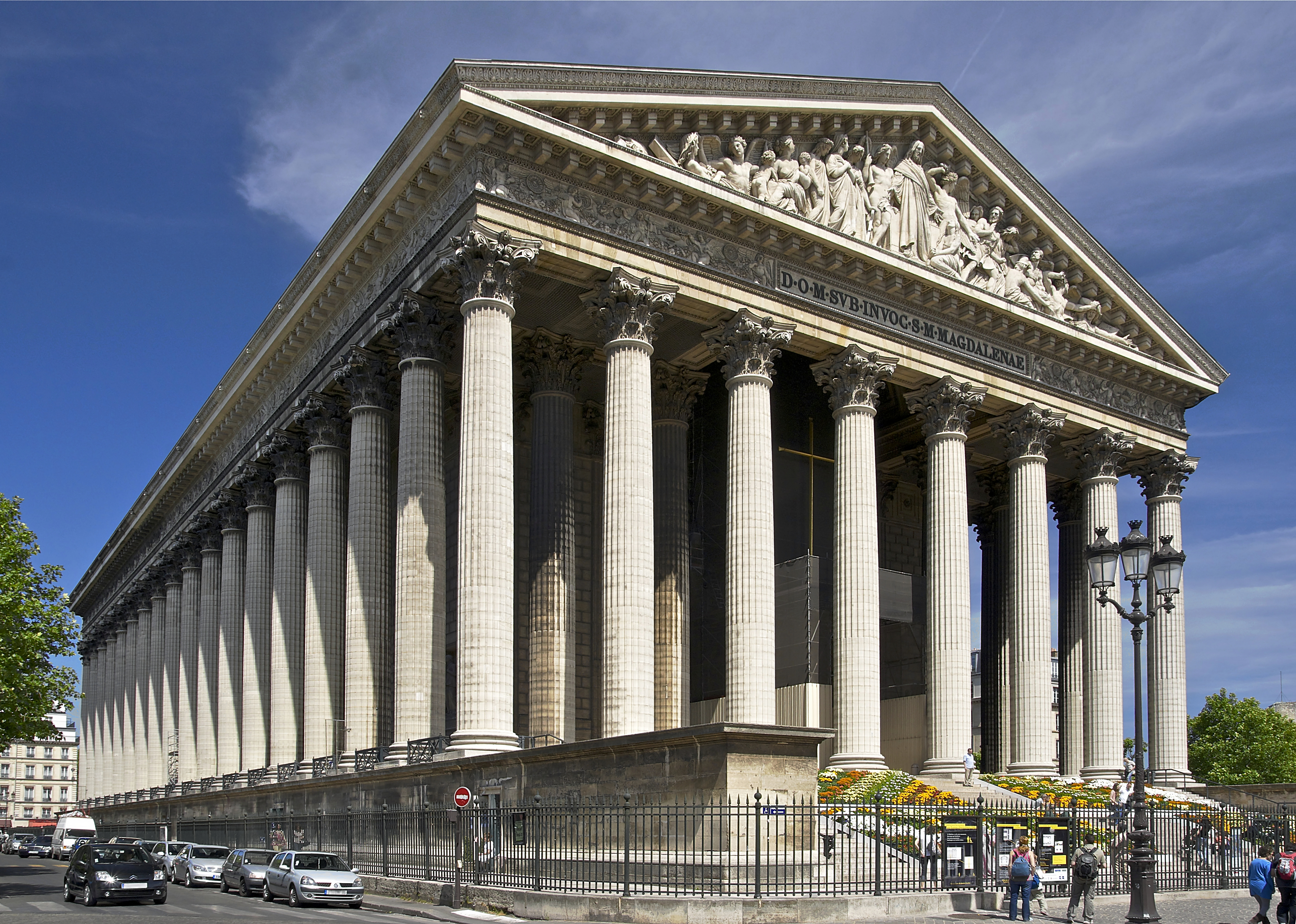
羅馬神廟風格的教堂，1807-1842
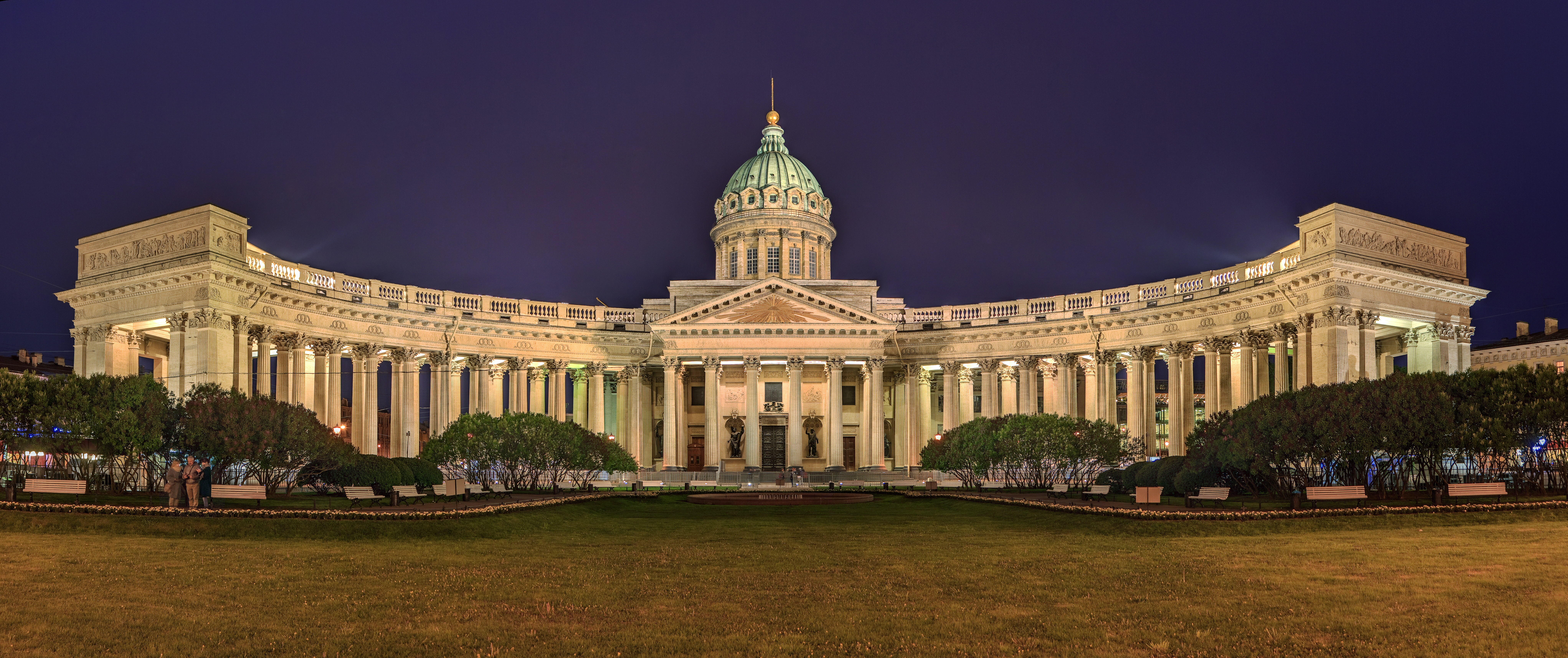
模倣法國帝政風格的喀山大教堂，現存於俄羅斯的聖彼得堡市，1811年建造

### 家具

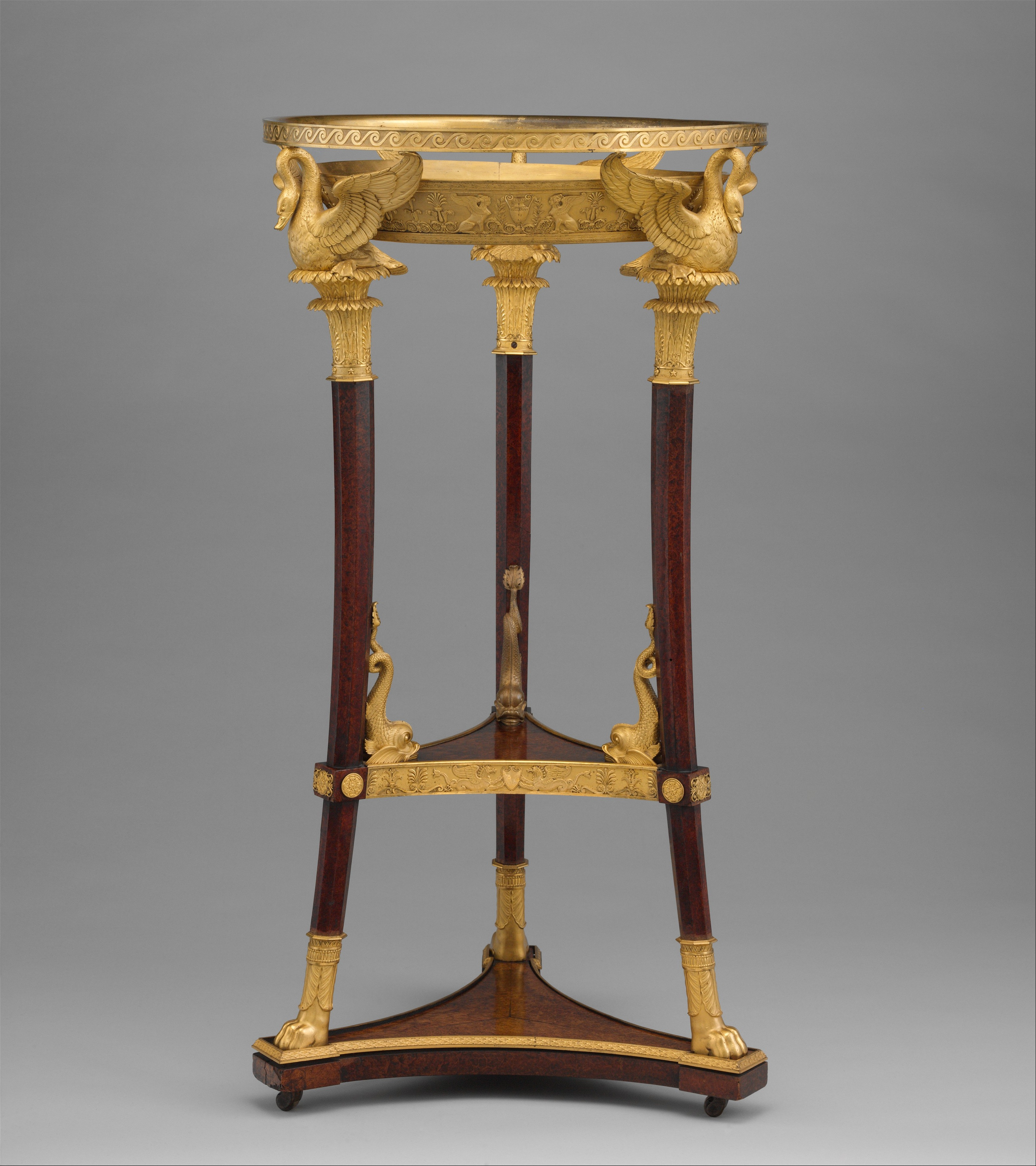
盥洗台，可裝上臉盆
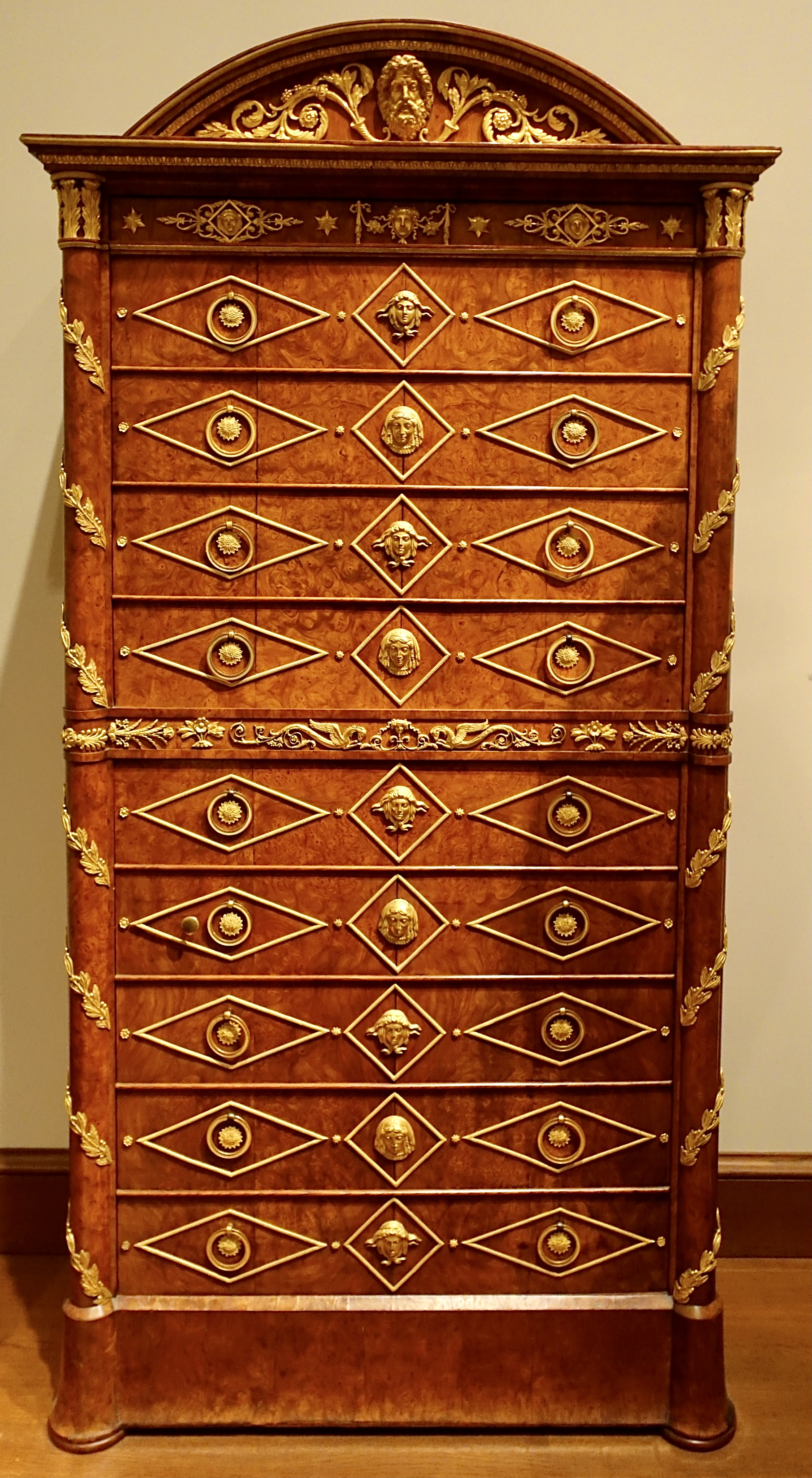
青銅和安博伊納木、松木組成的櫃子
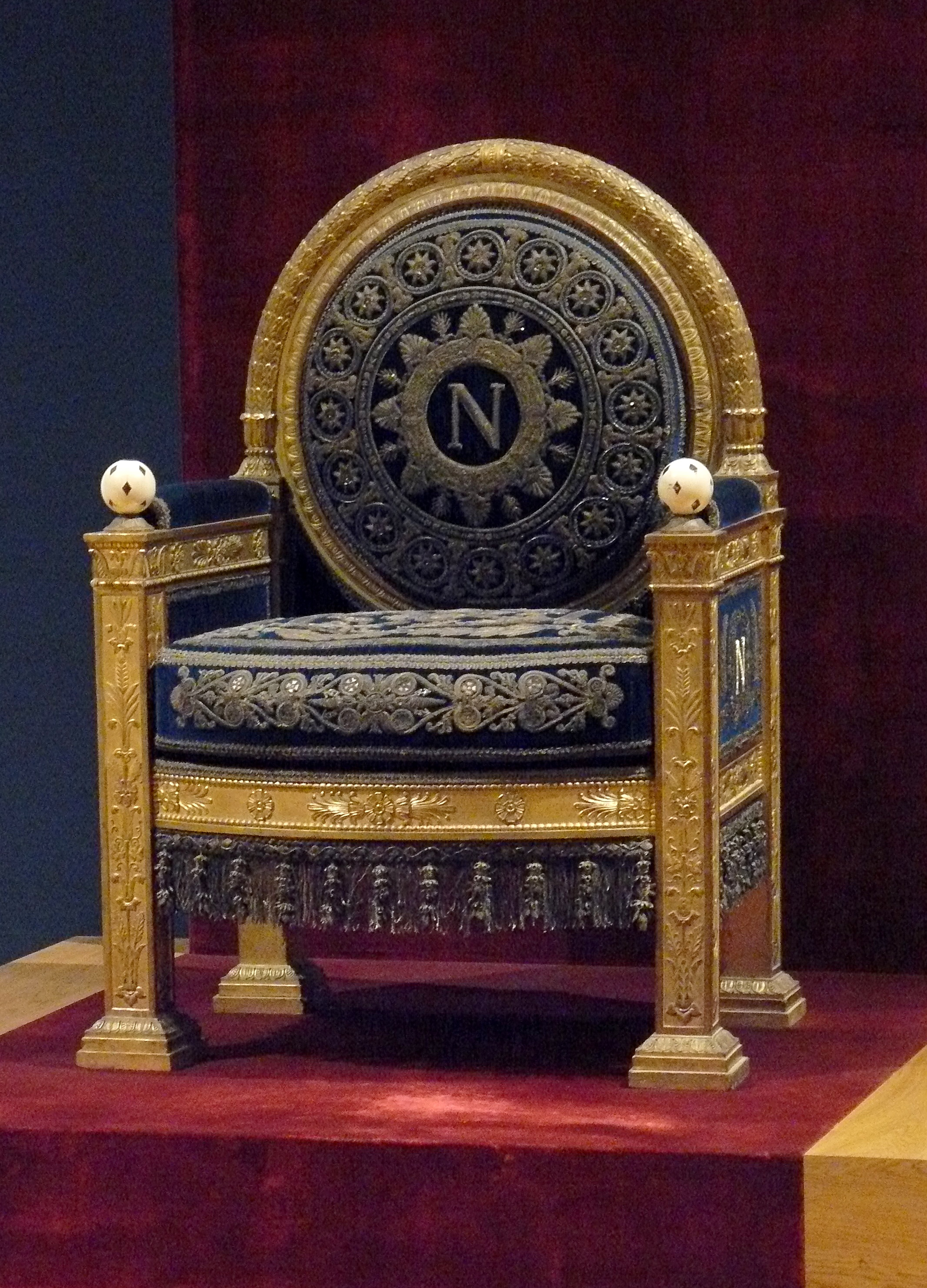
拿破崙一世的皇帝寶座，材料是刺繡天鵝絨、鍍金、普通木頭和象牙；高度1.2米；現藏於盧浮宮
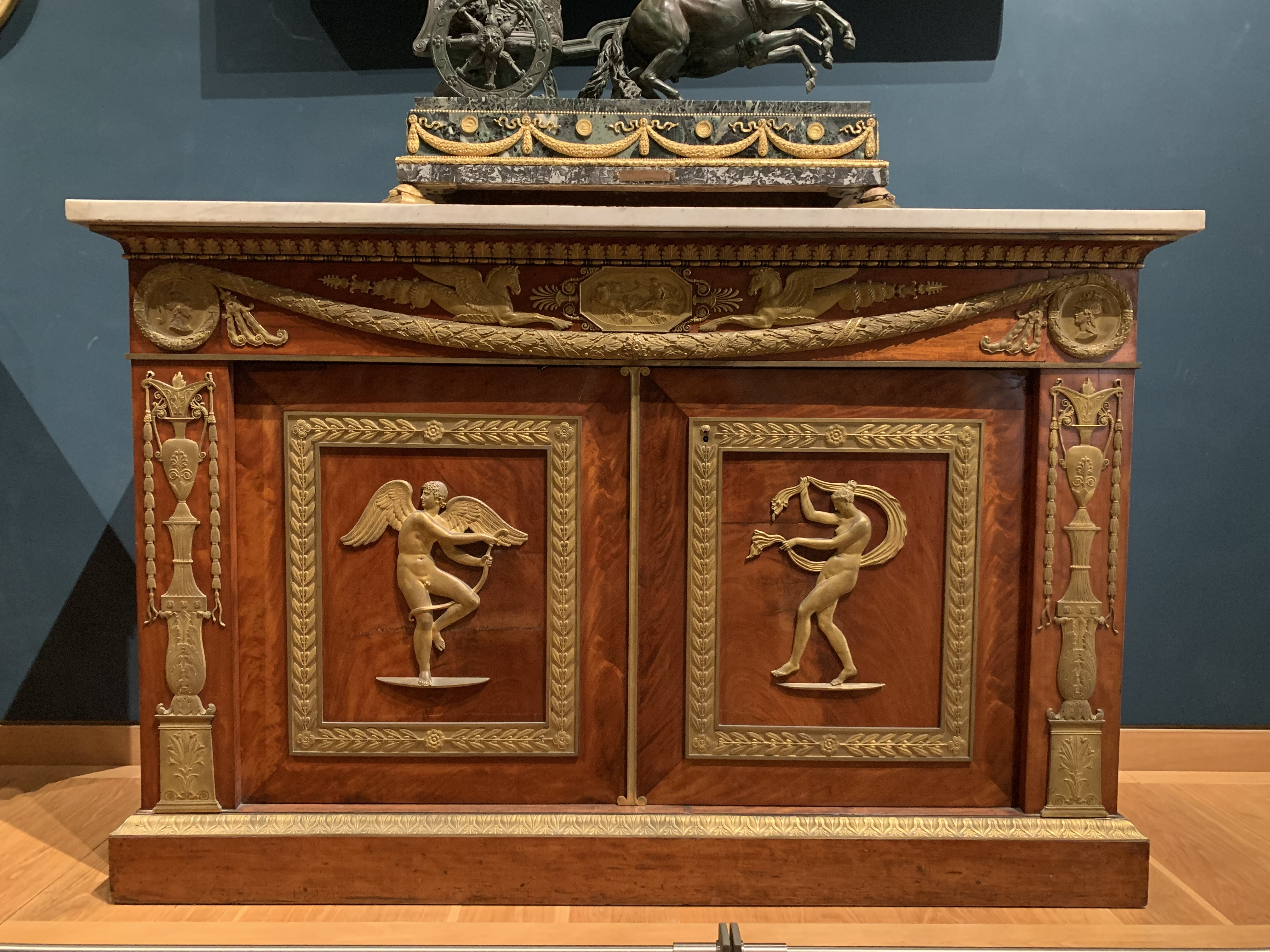
帶兩個門板的馬桶；1805年；帶青銅底座；桃木製成；巴黎羅浮宮
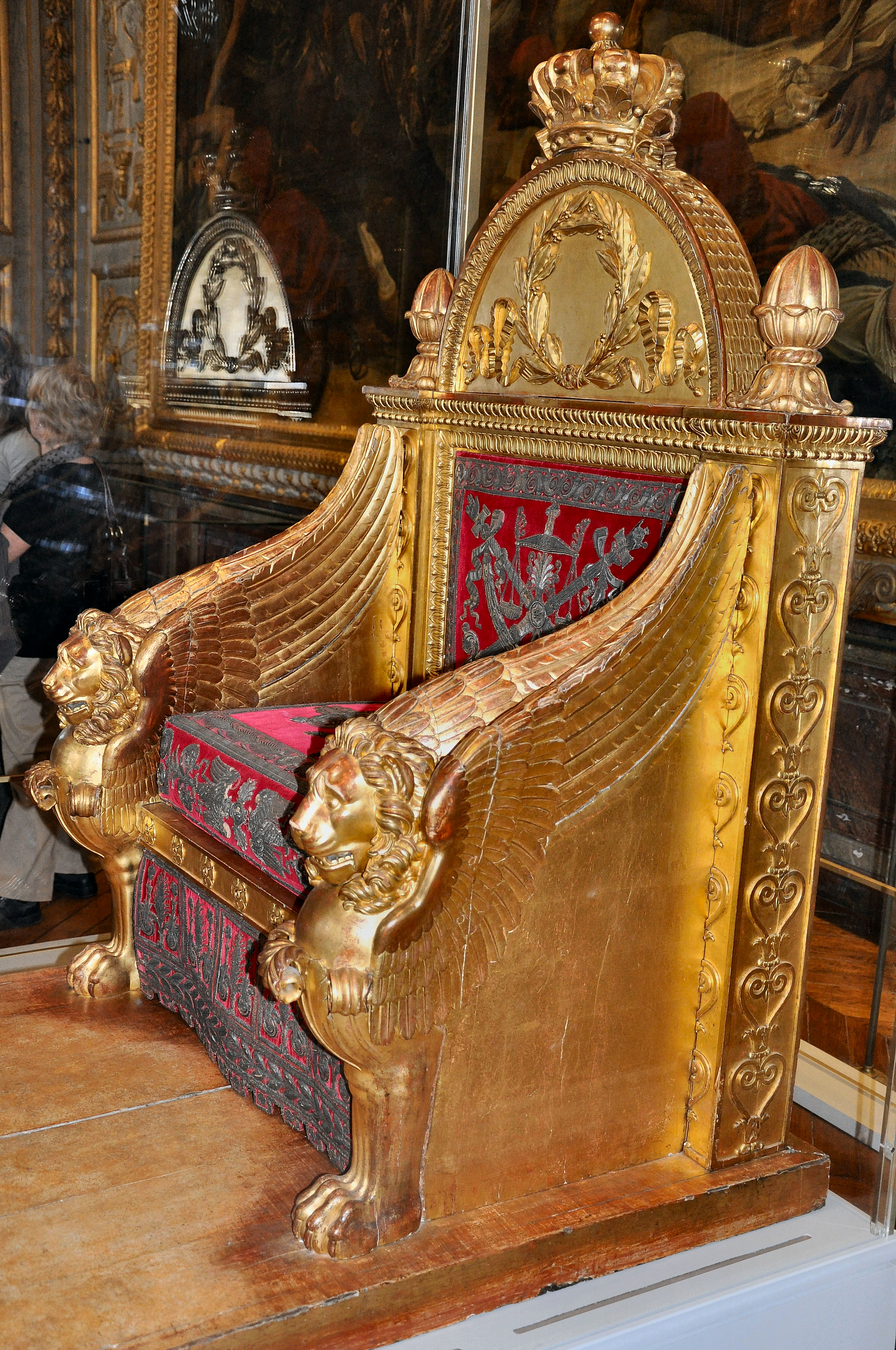
拿破崙時期，民間模倣皇帝寶座而做成的椅子；1805年；有彫刻和鍍金，帶有銀色、紅色的天鵝絨；現藏於巴黎裝飾藝術博物館
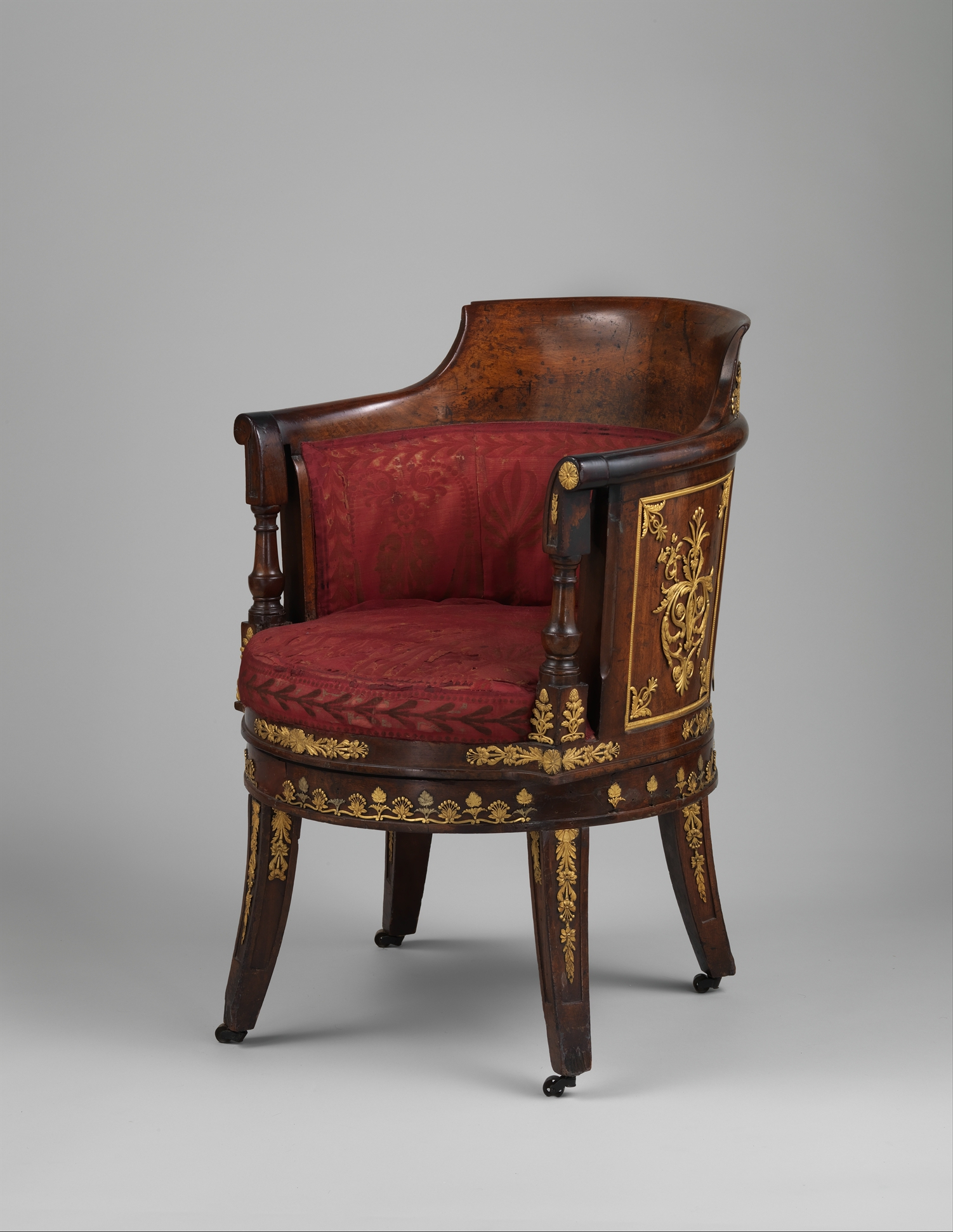
加拿大天主教學校的課桌椅
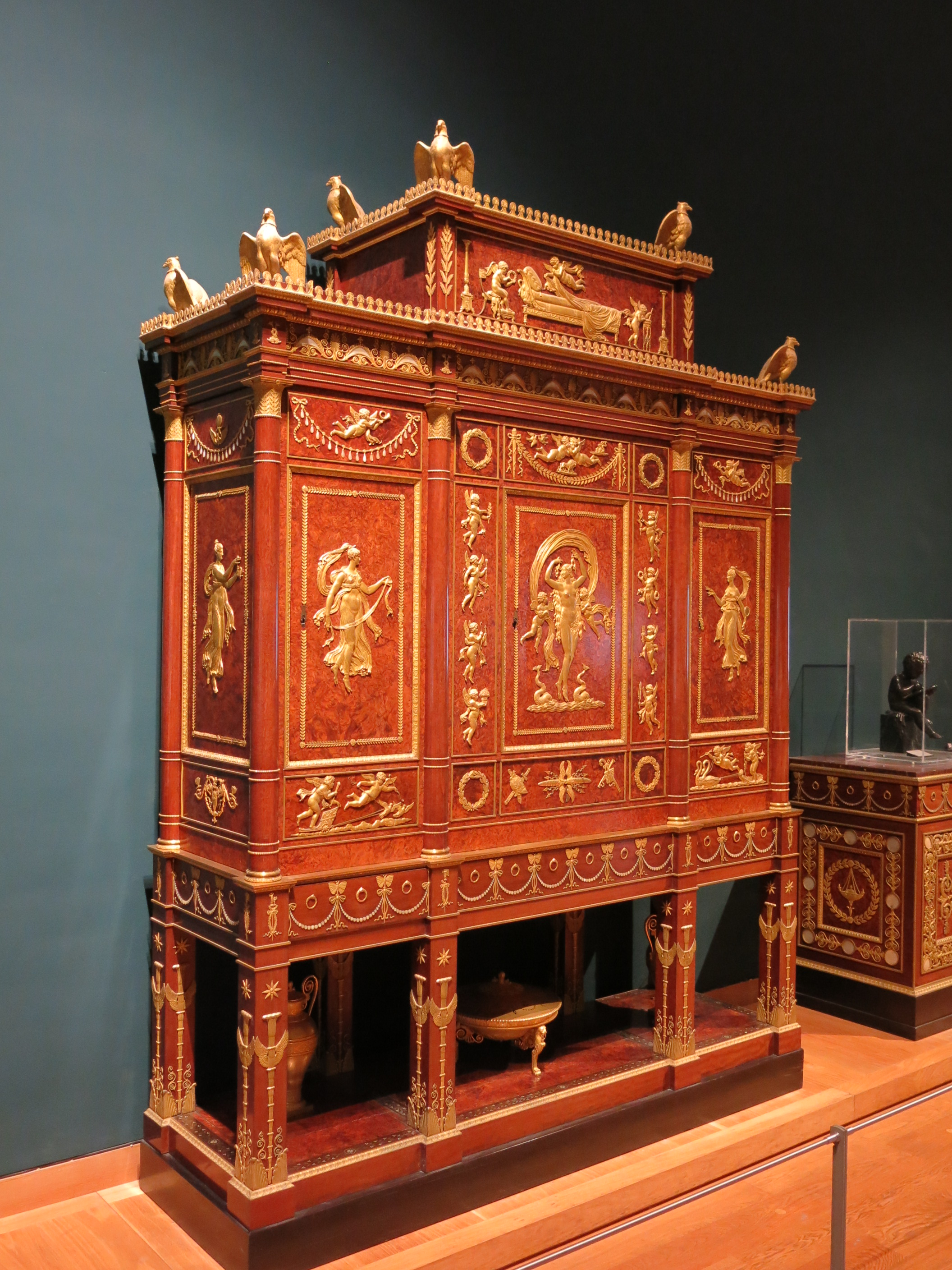
約瑟芬皇后的首飾架；1809年；桃木、莧菜紅、烏木、紅豆杉、珍珠母和鍍金青銅組成；現藏於巴黎盧浮宮
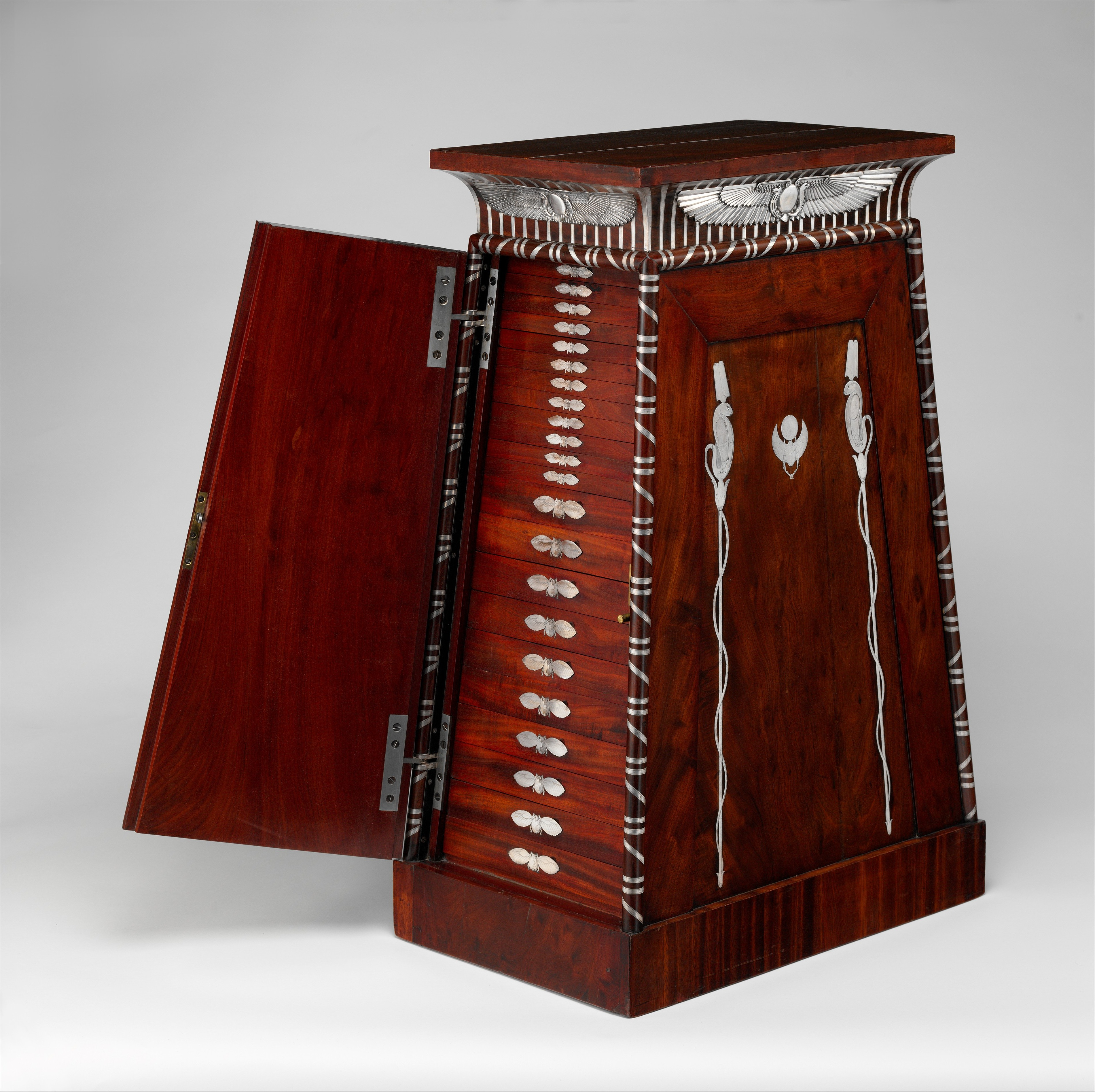
埃及風格的小櫃子；金字塔型，天主教會用，1805–1808年；桃木、鍍金青銅和緞面天鵝絨；現藏於紐約大都會藝術博物館
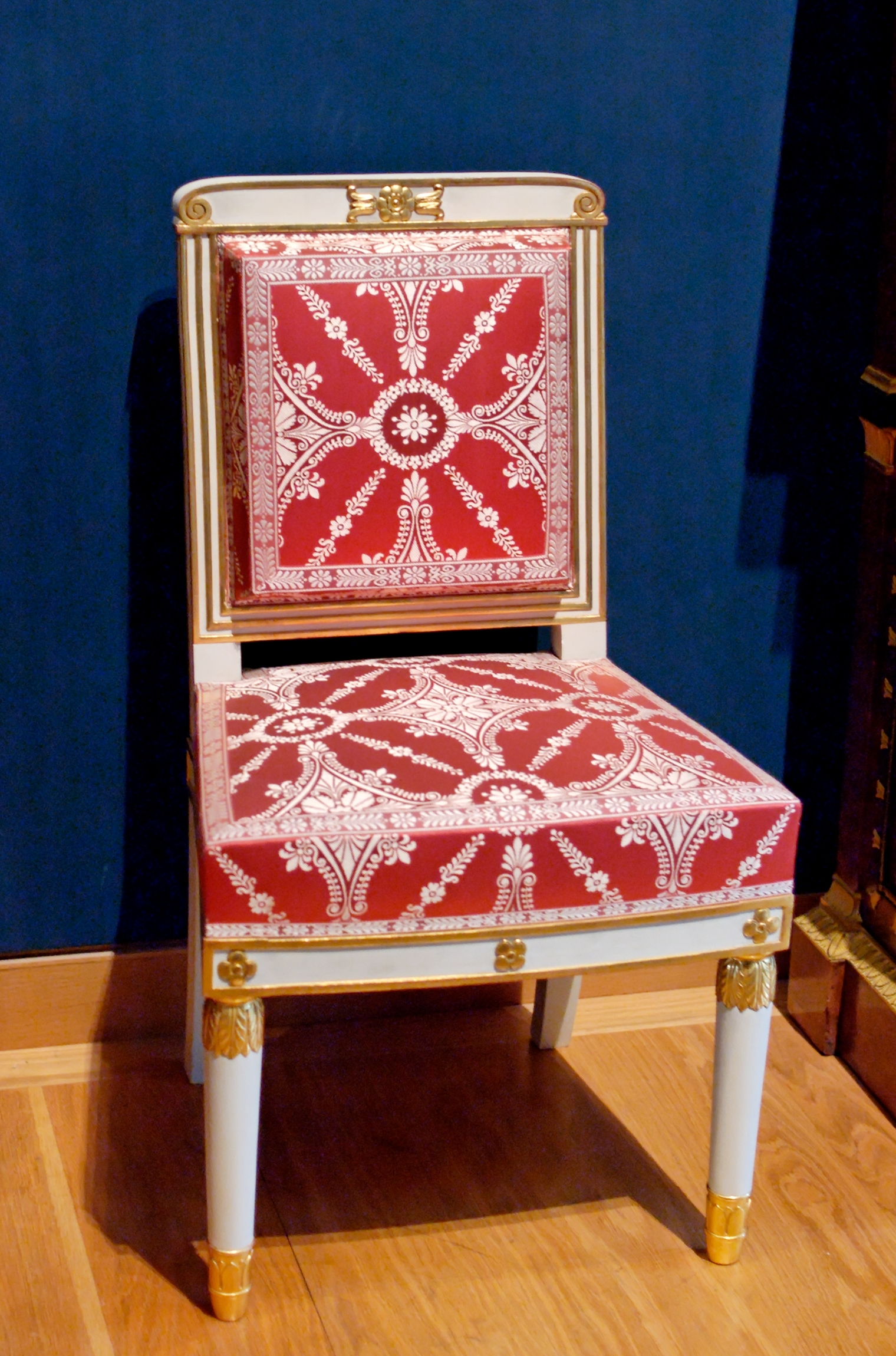
自創新古典主義風格的椅子，為阿根廷官員辦公室所用
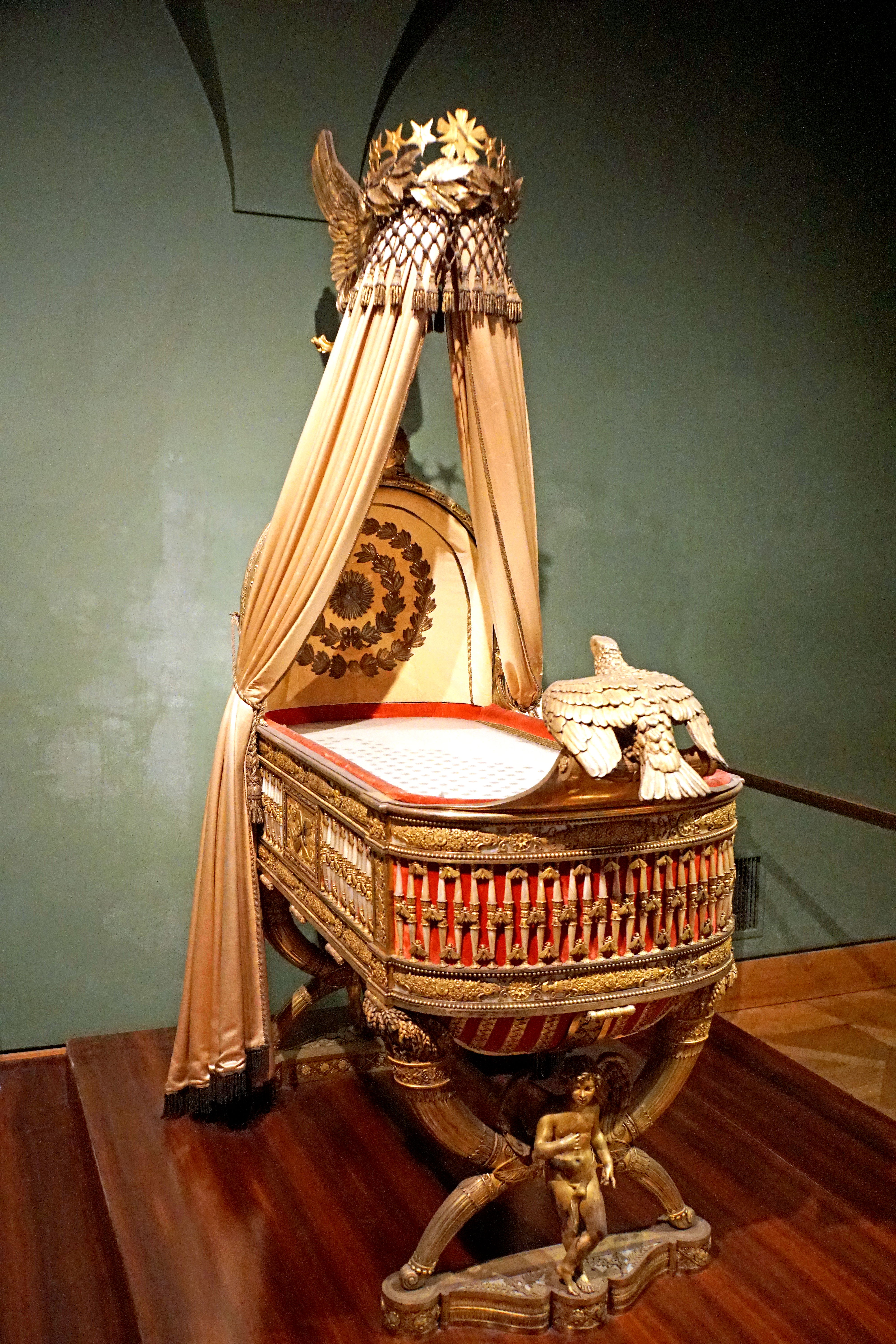
羅馬帝國的搖籃之王，奧地利皇室用的搖籃，帝國）；1811；木頭、鍍銀、珍珠母、天鵝絨、絲綢、薄紗、黃銅、銀線和金線製成；現藏於奧地利維也納的藝術史博物館

### 時鐘和燭臺

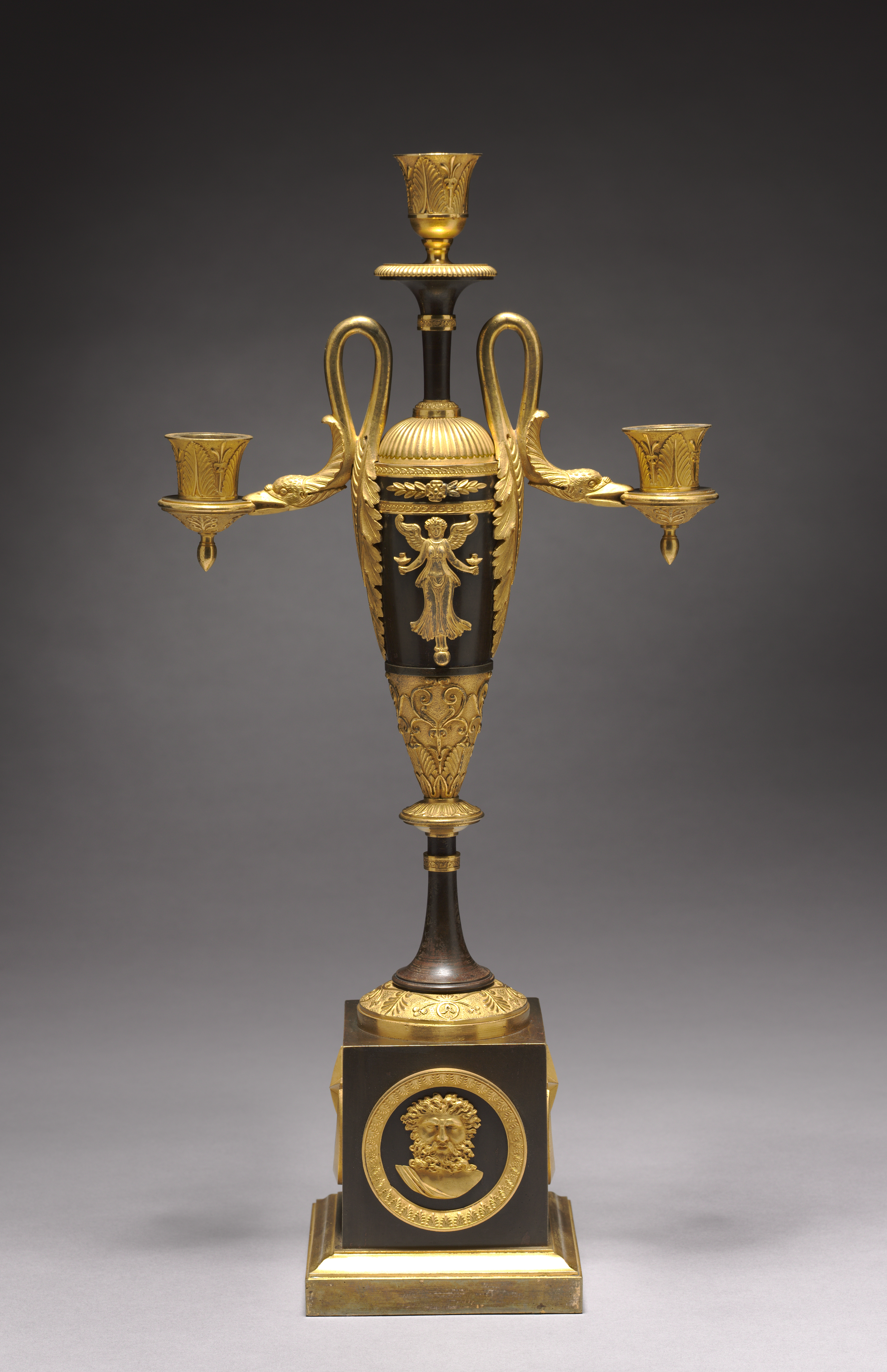
燭台;，1800年造；鍍金，現藏於克利夫蘭藝術博物館（美國俄亥俄州克利夫蘭）
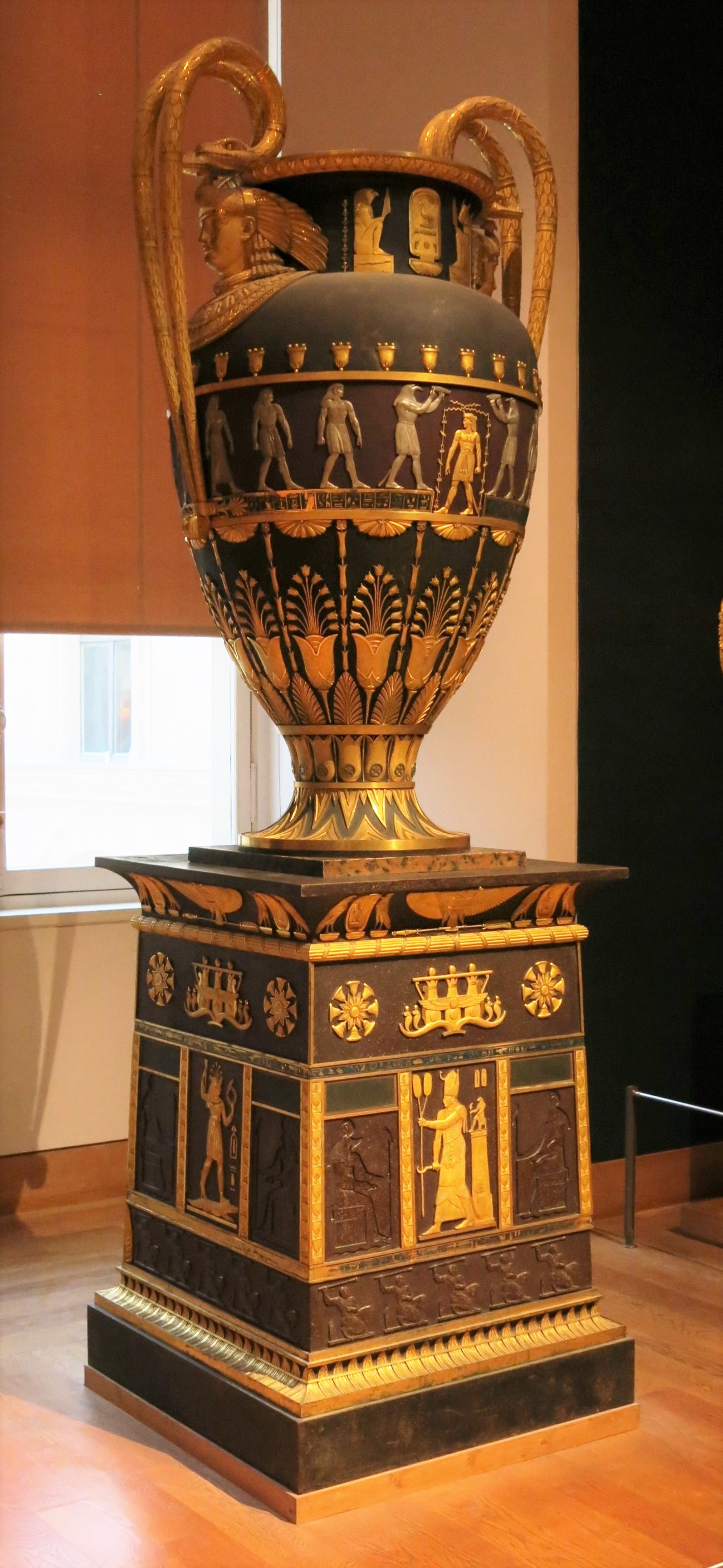
帶底座的埃及復興花瓶；1804-1806年；清漆板和鍍金青銅；現藏於法國盧浮宮
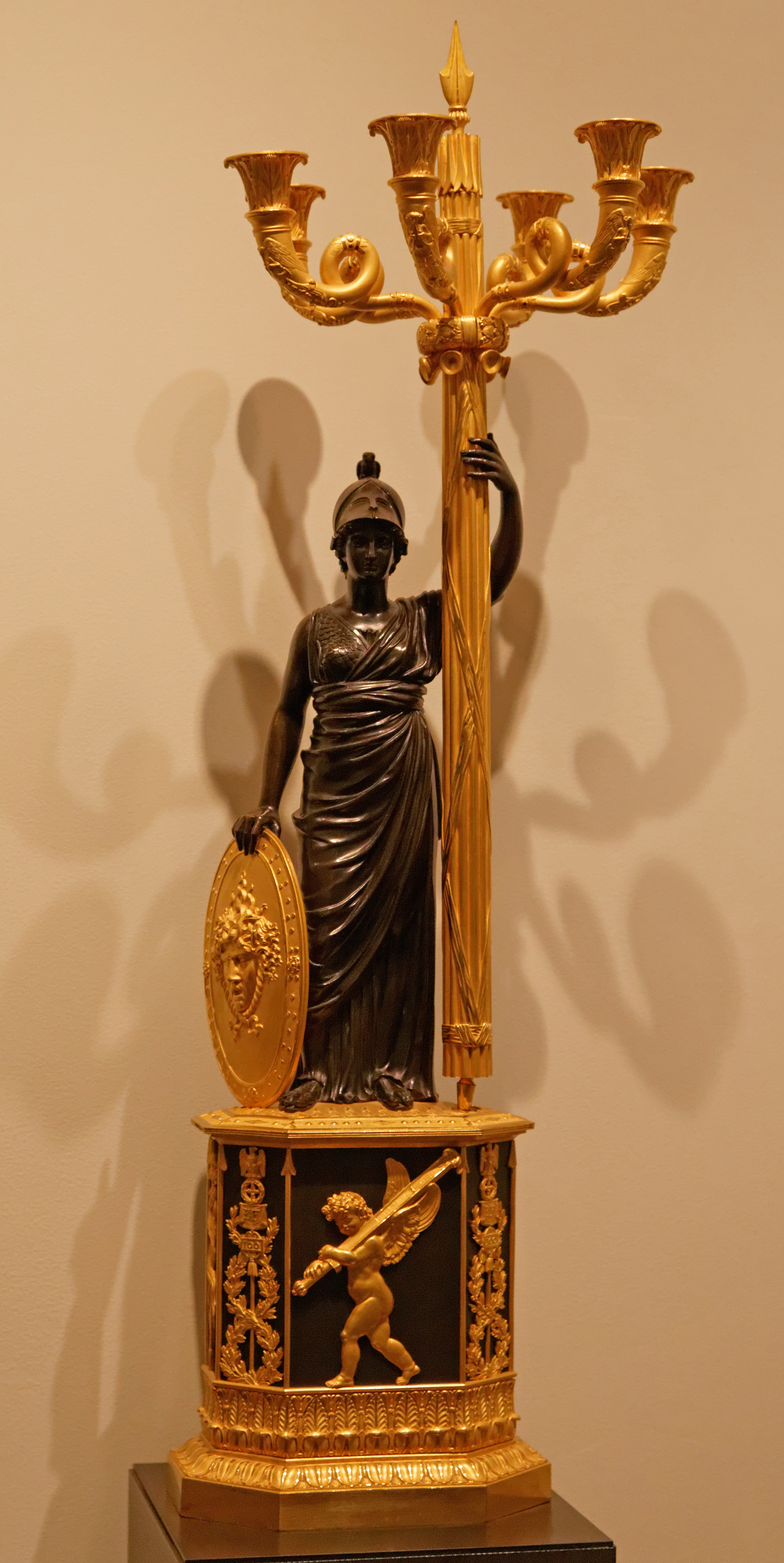
密涅瓦燭台；1804-1814年；鍍金，裝飾藝術博物館，現藏於巴黎
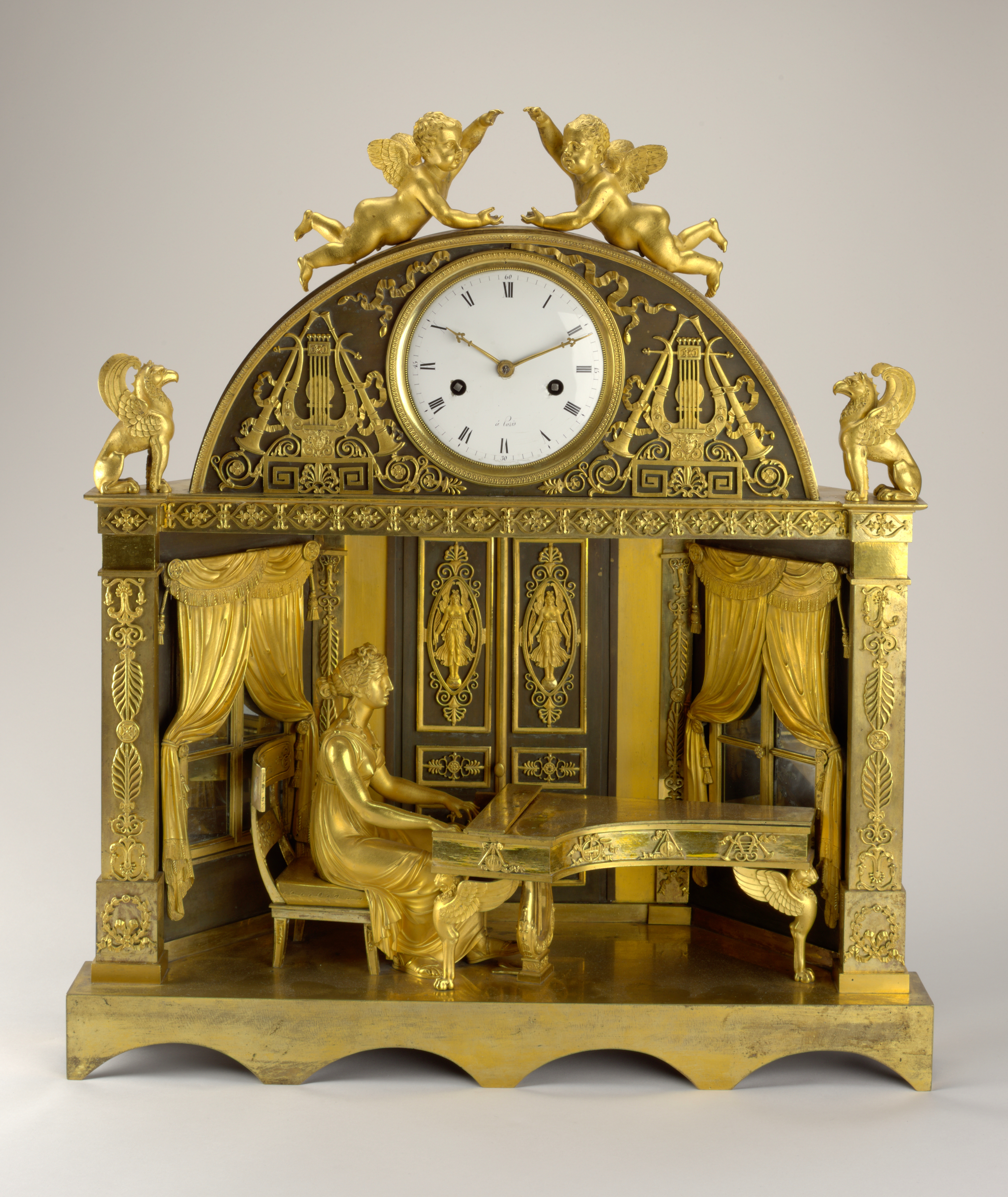
鐘; 1807-1810年；火鍍金青銅、熏黑青銅、琺瑯金屬（錶盤）、藍鋼（指針）；現藏於史密森尼設計博物館（紐約市）
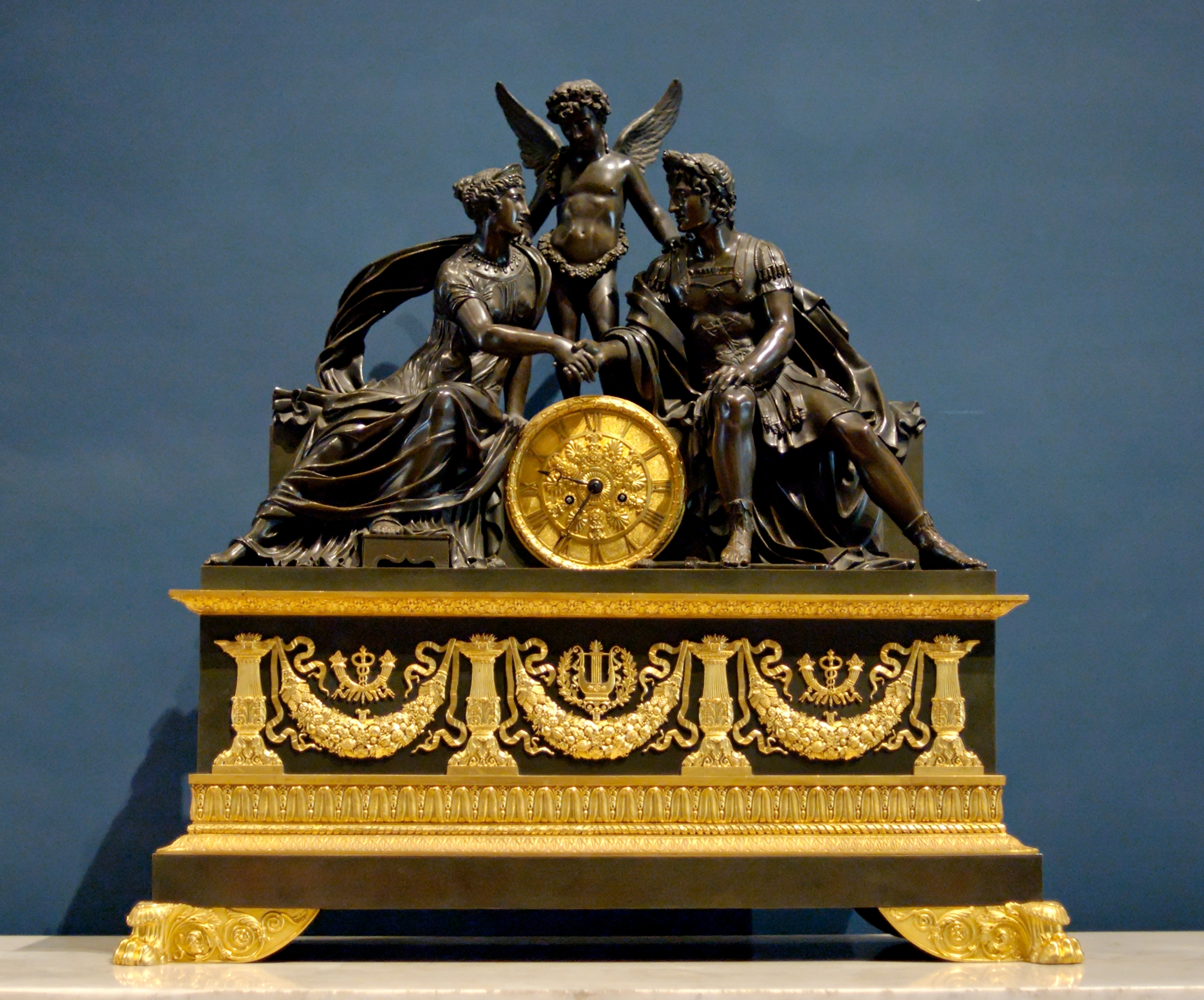
火星+金星形狀的計時鐘；大約1810年造； 鍍金青銅和銅綠，現藏於法國盧浮宮
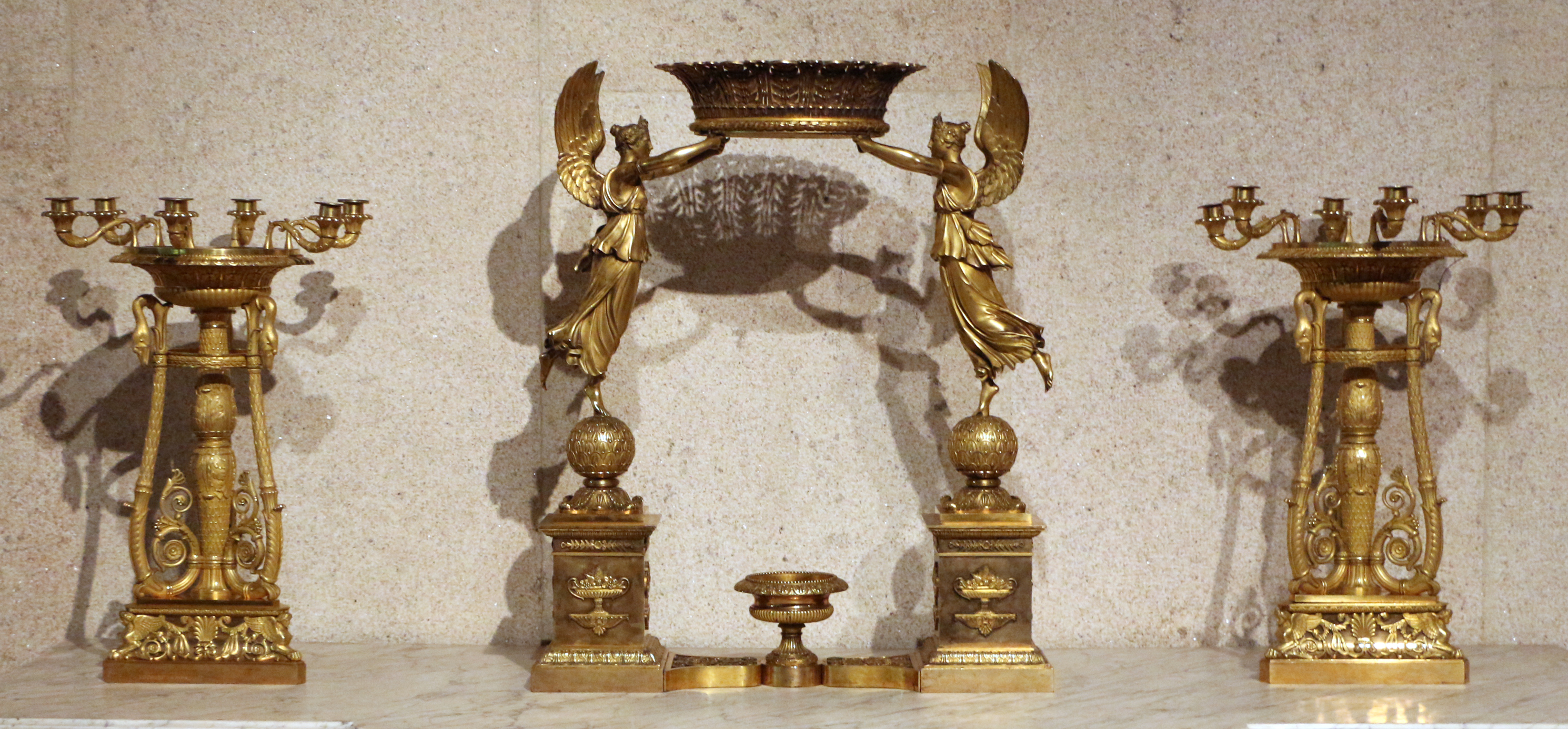
兩個燭台之間的中心裝飾品；大約1810年；可能是鍍金青銅；葡萄牙里斯本
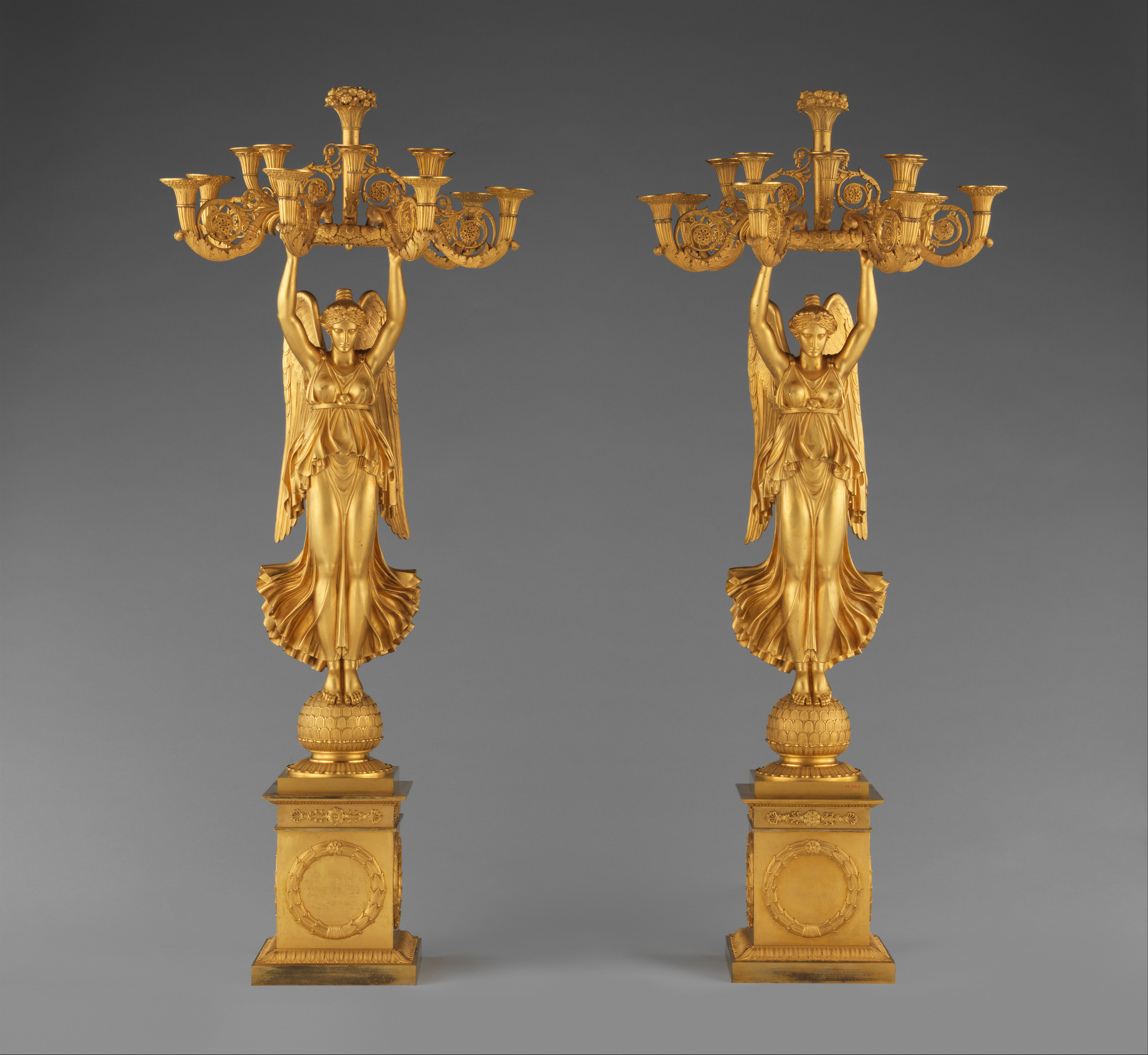
一對帶有Winged Victories圖案的燭台；大都會藝術博物館（紐約市）
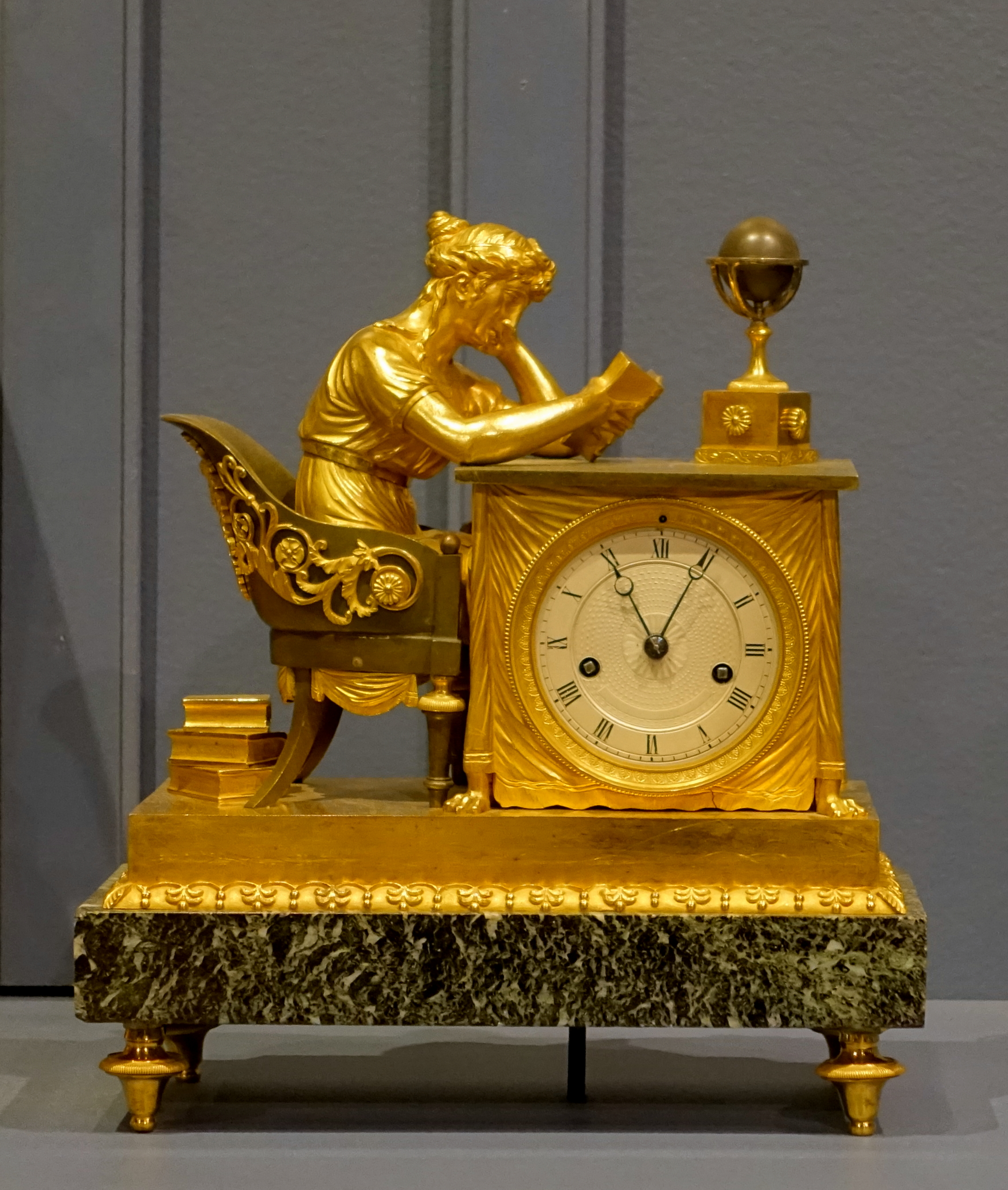
壁爐架鐘；大約1810年；啞光和拋光鍍金青銅和“Vert de Mer”大理石；現藏於蒙特利爾美術博物館（加拿大蒙特利爾）

### 瓷器

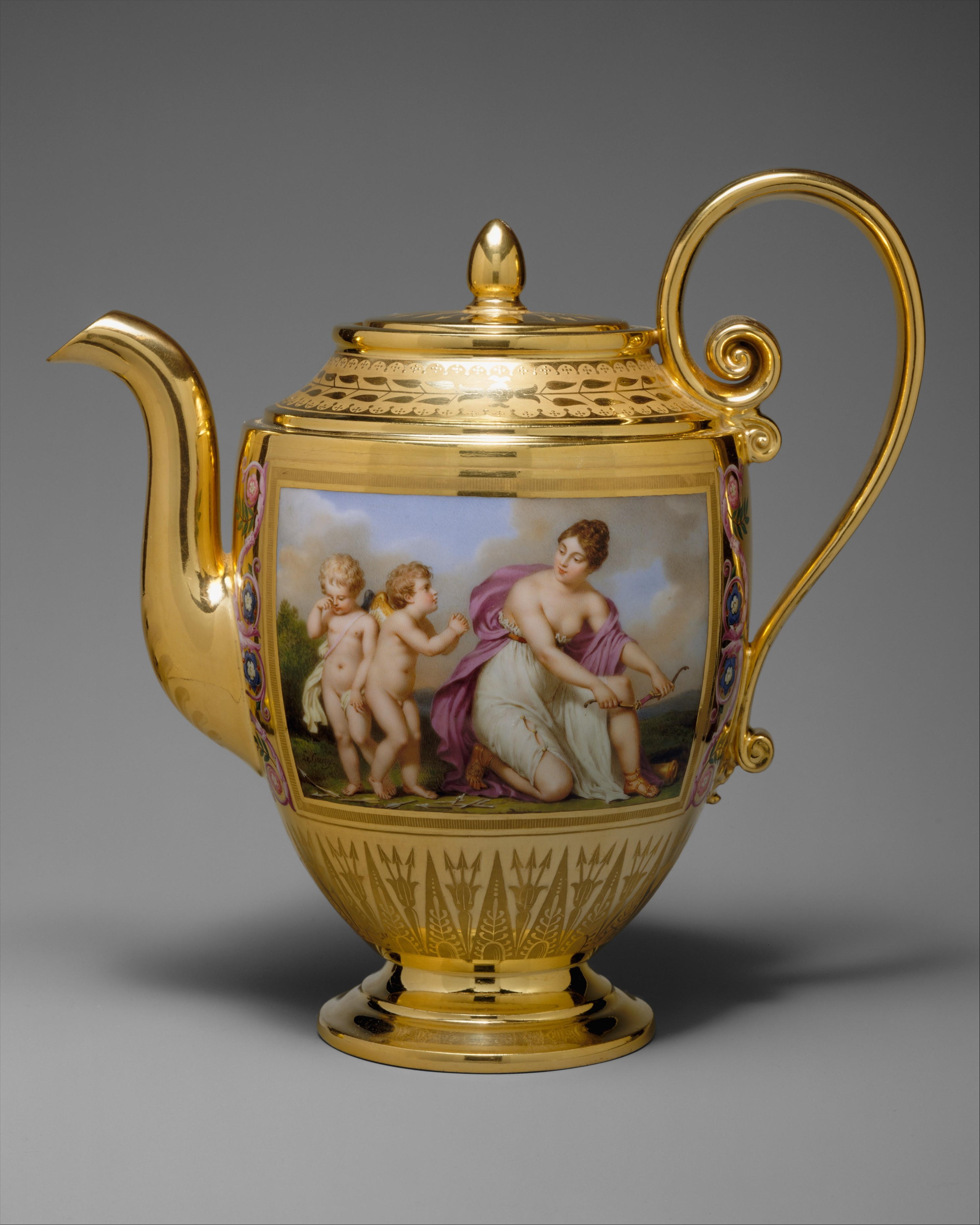
美國紐約的早餐茶壺，1813年，黃金和工業瓷製作，現藏於紐約大都會藝術博物館
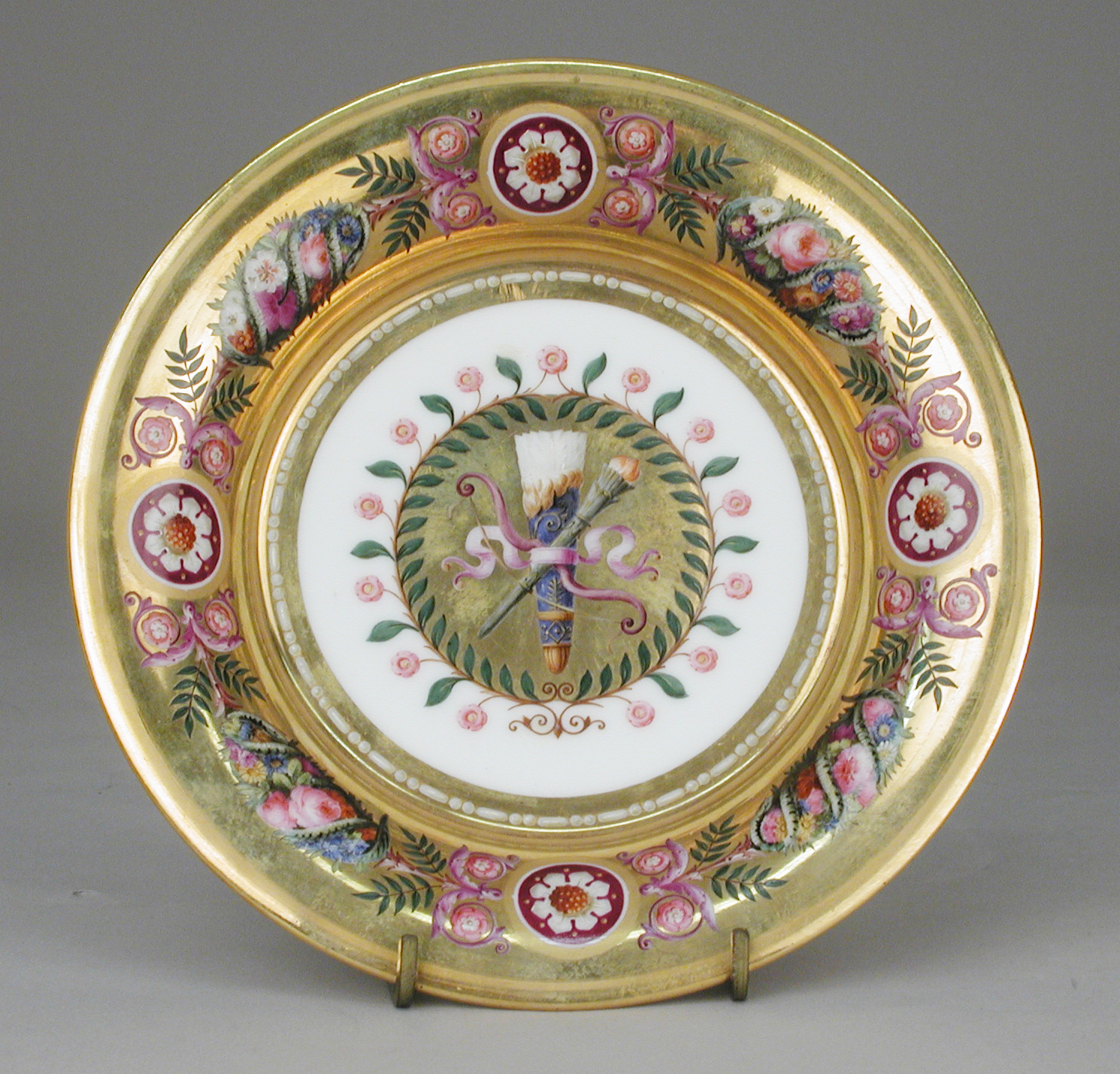
英國政府贈送給美國政府的瓷器盤子，可用於早餐或英式下午茶，現藏於紐約大都會藝術博物館
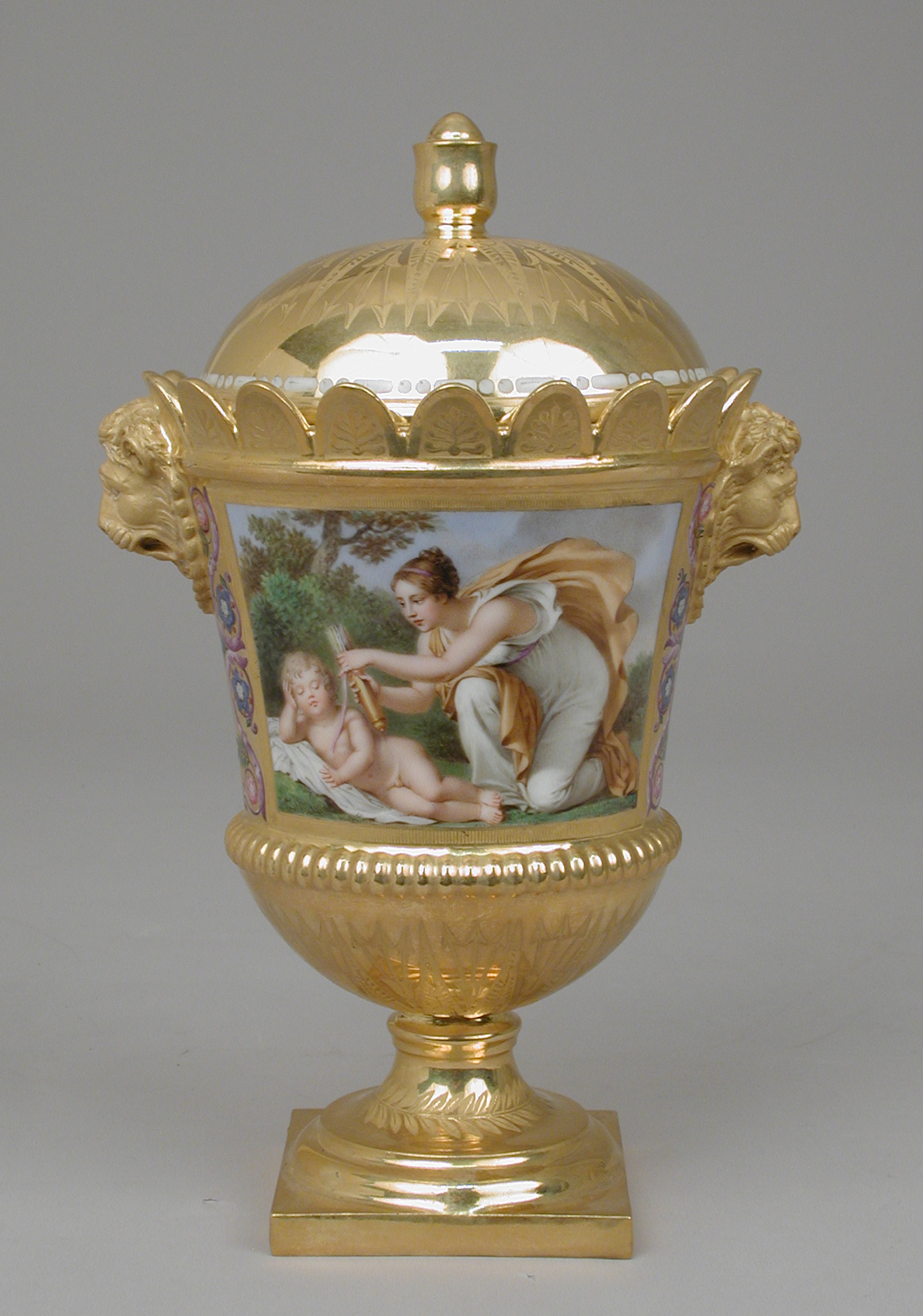
美國猶太人捐給博物館的糖果罐子，黃金和工業瓷，現藏於紐約大都會藝術博物館
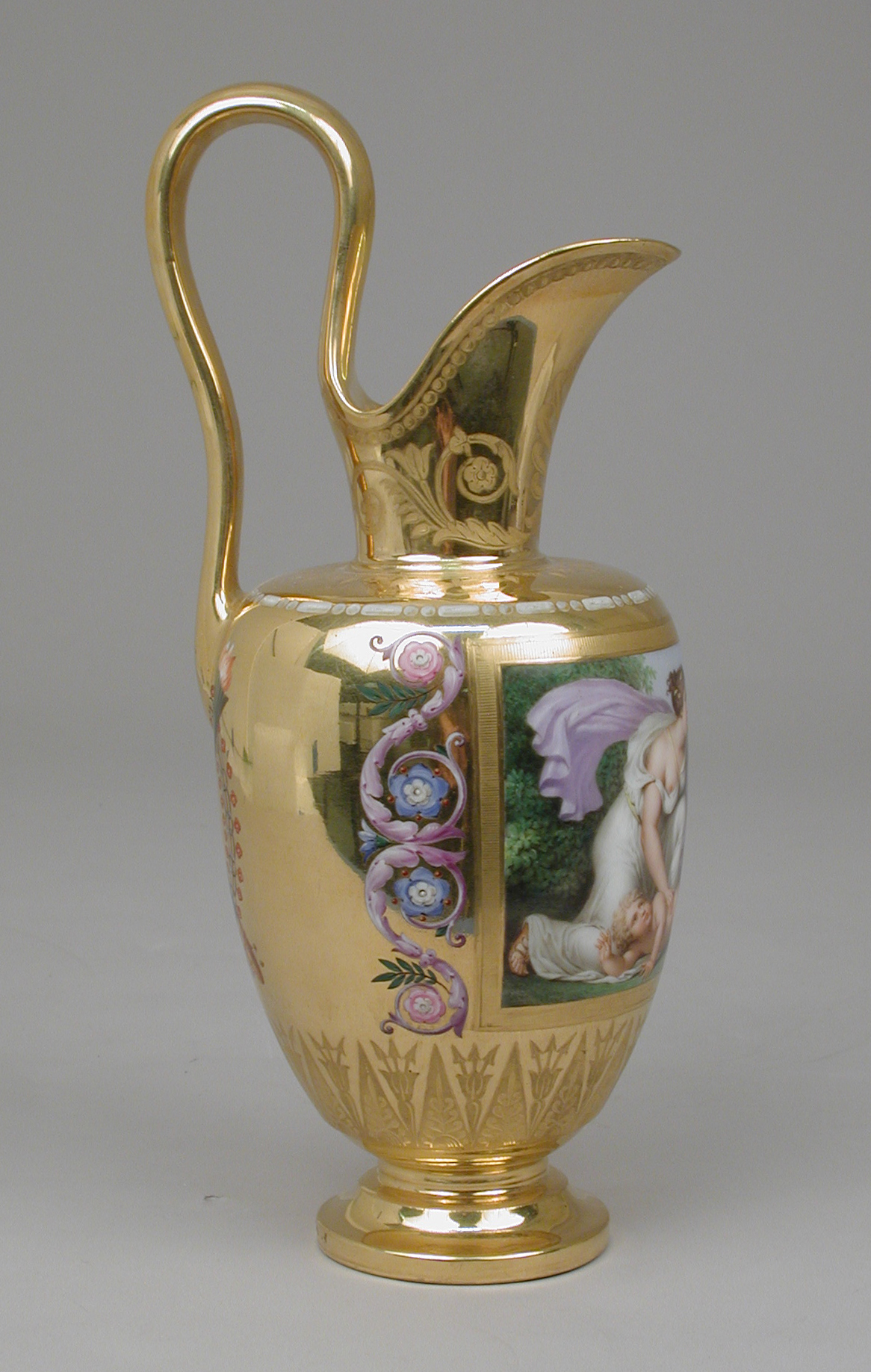
加拿大政府贈送給美國政府的牛奶壺， 現藏於紐約大都會藝術博物館
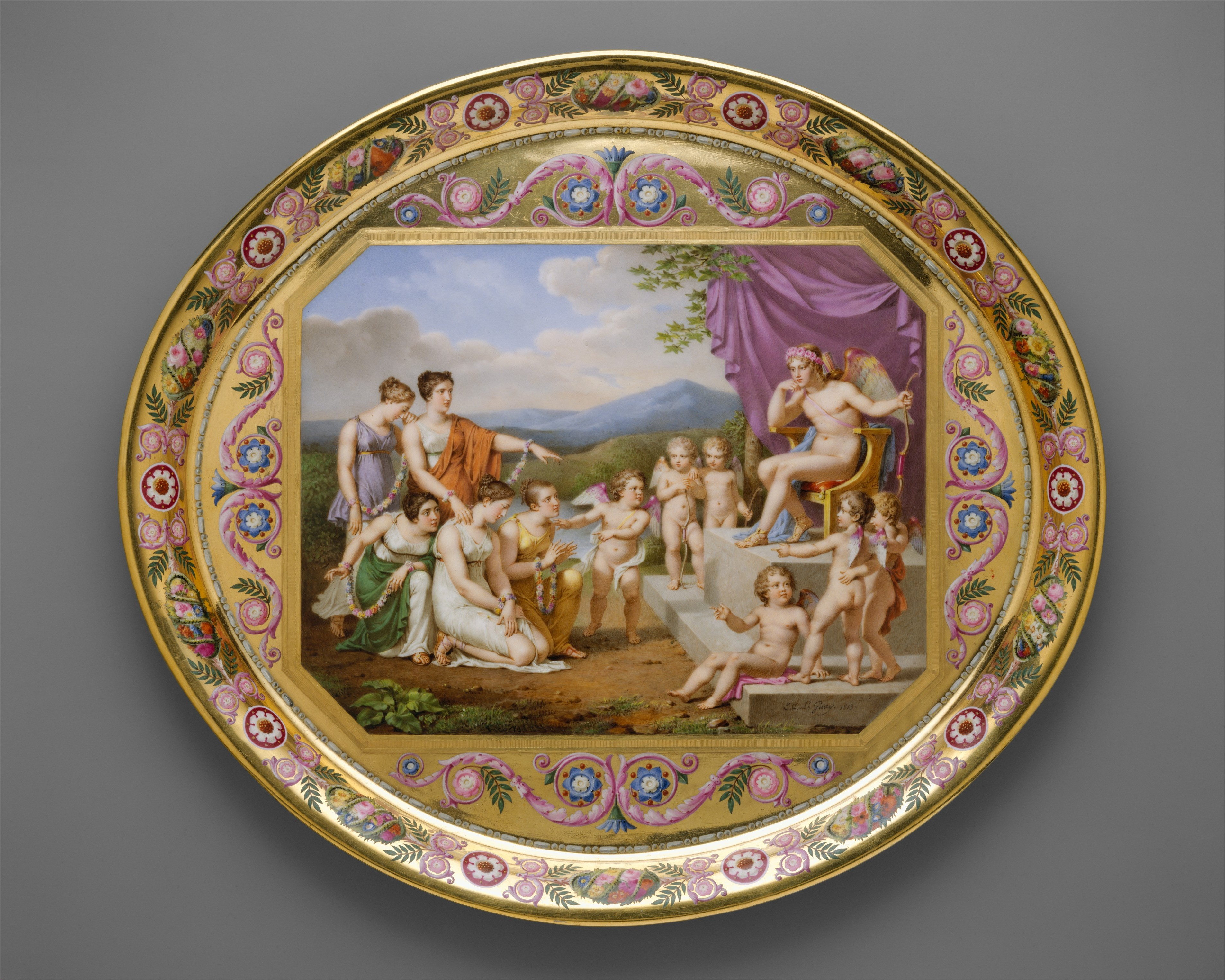
奧地利移民捐贈給博物館的托盤（不可當做餐盤），現藏於紐約大都會藝術博物館
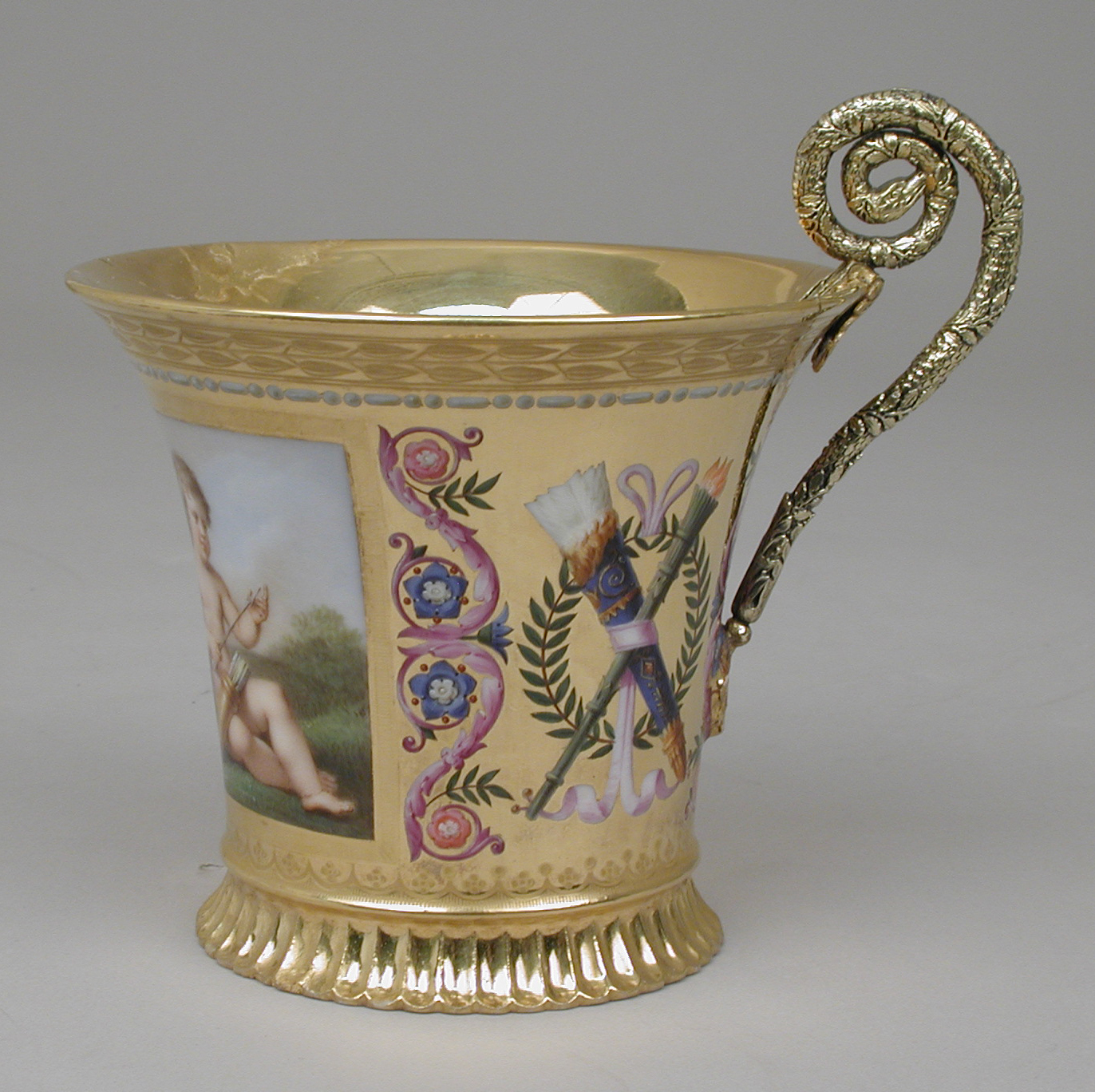
在塑料上鍍金，充當瓷器替代品的馬克杯，美國製造現藏於紐約大都會藝術博物館

### 服裝和時尚

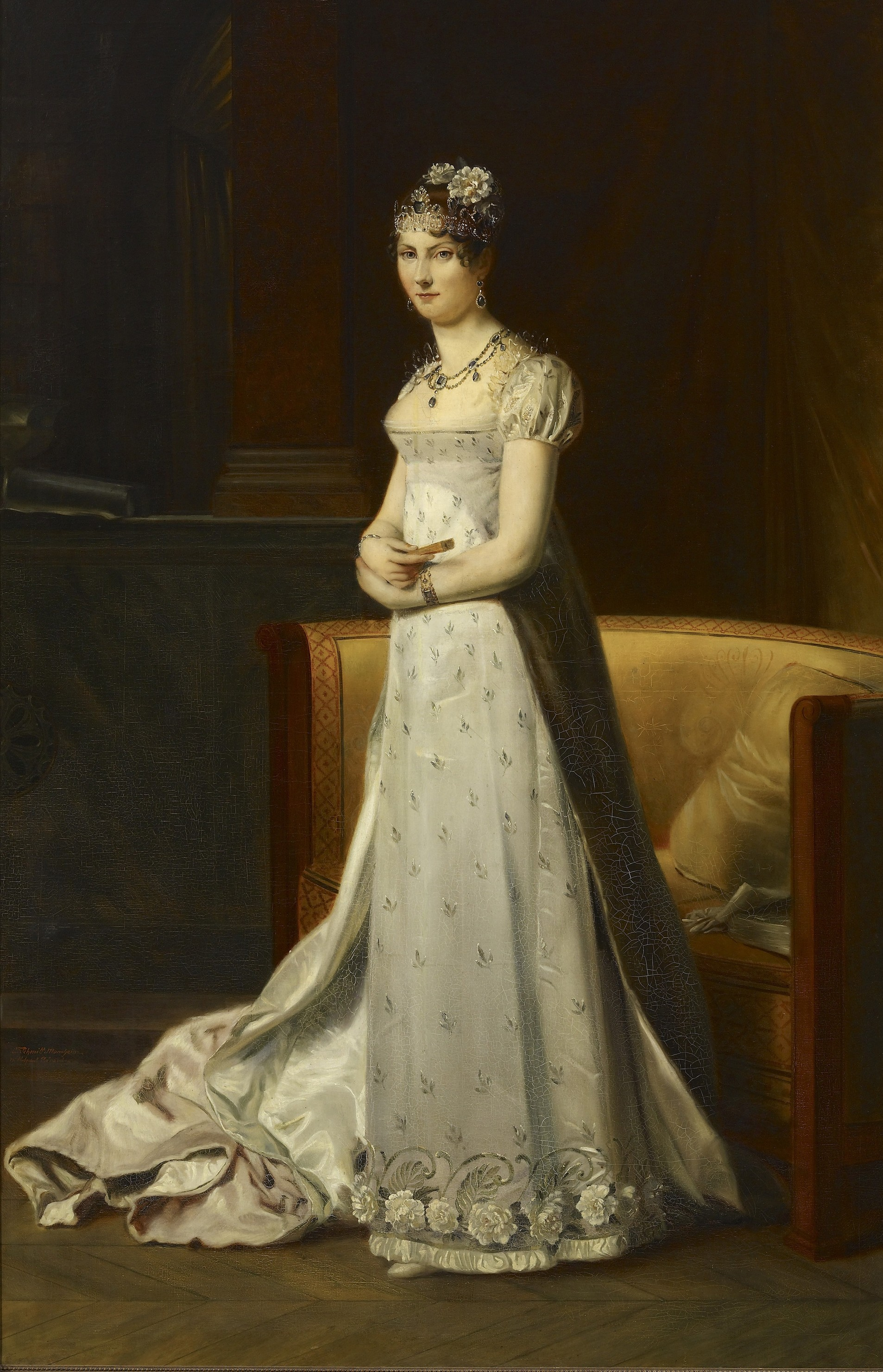
路易十四的妹妹，法國公主在逃往奧地利之後剪影畫
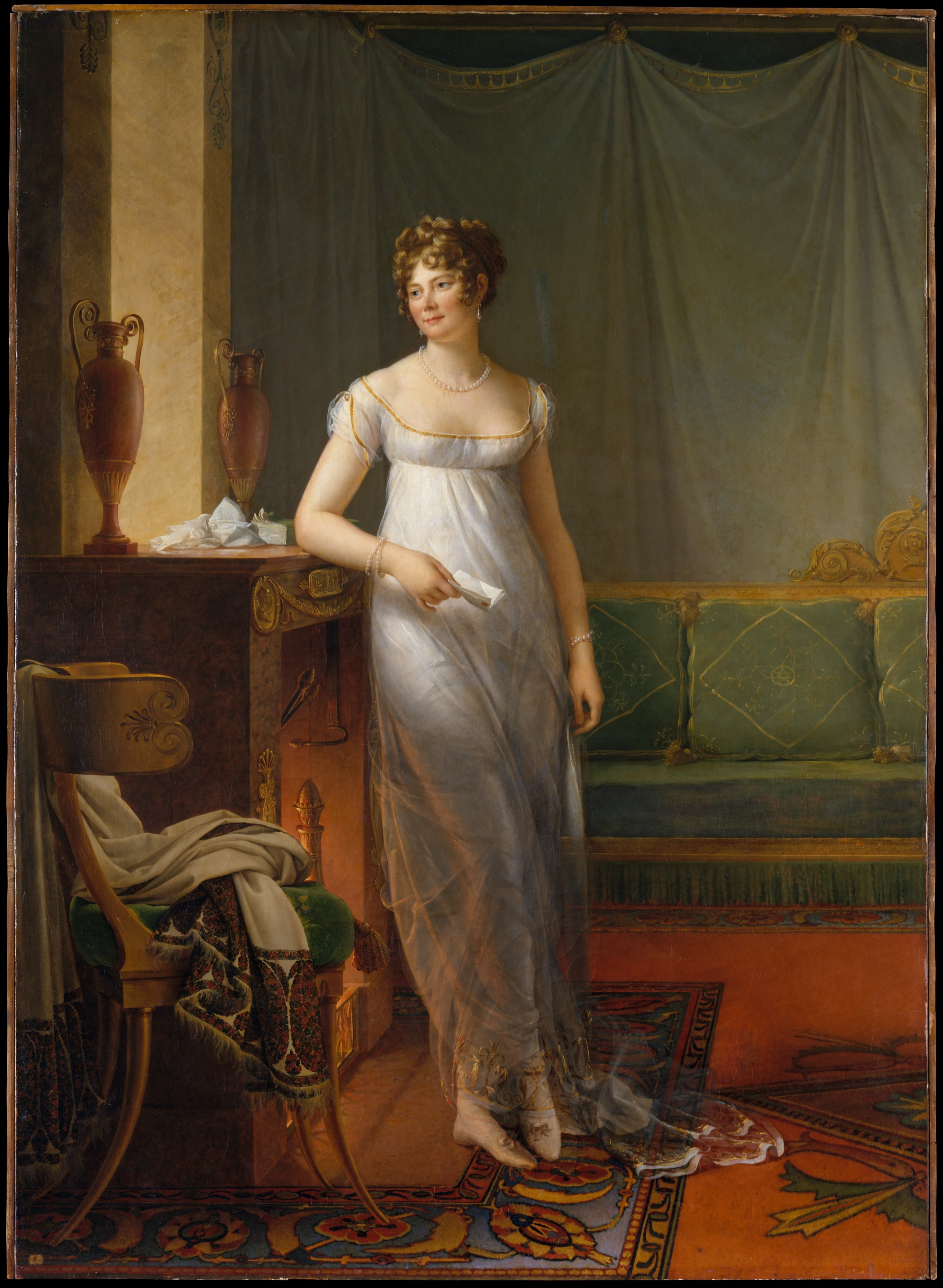
一位高官的正宮夫人的肖像，約1804年
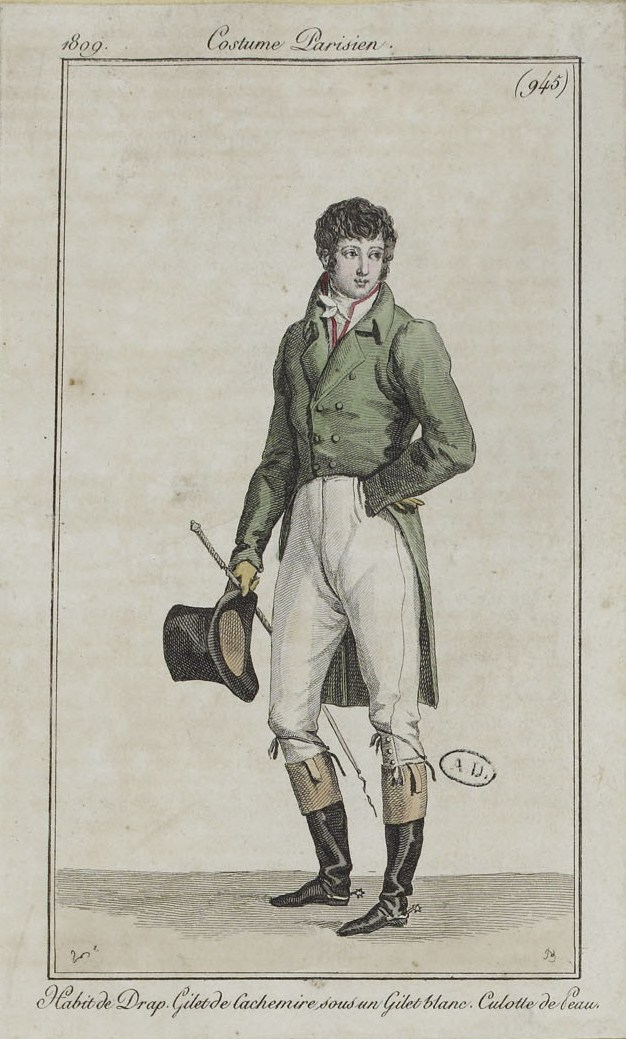
1809年的服裝店宣傳畫中所描繪的服裝，展示了一位穿著騎馬裝束的男性
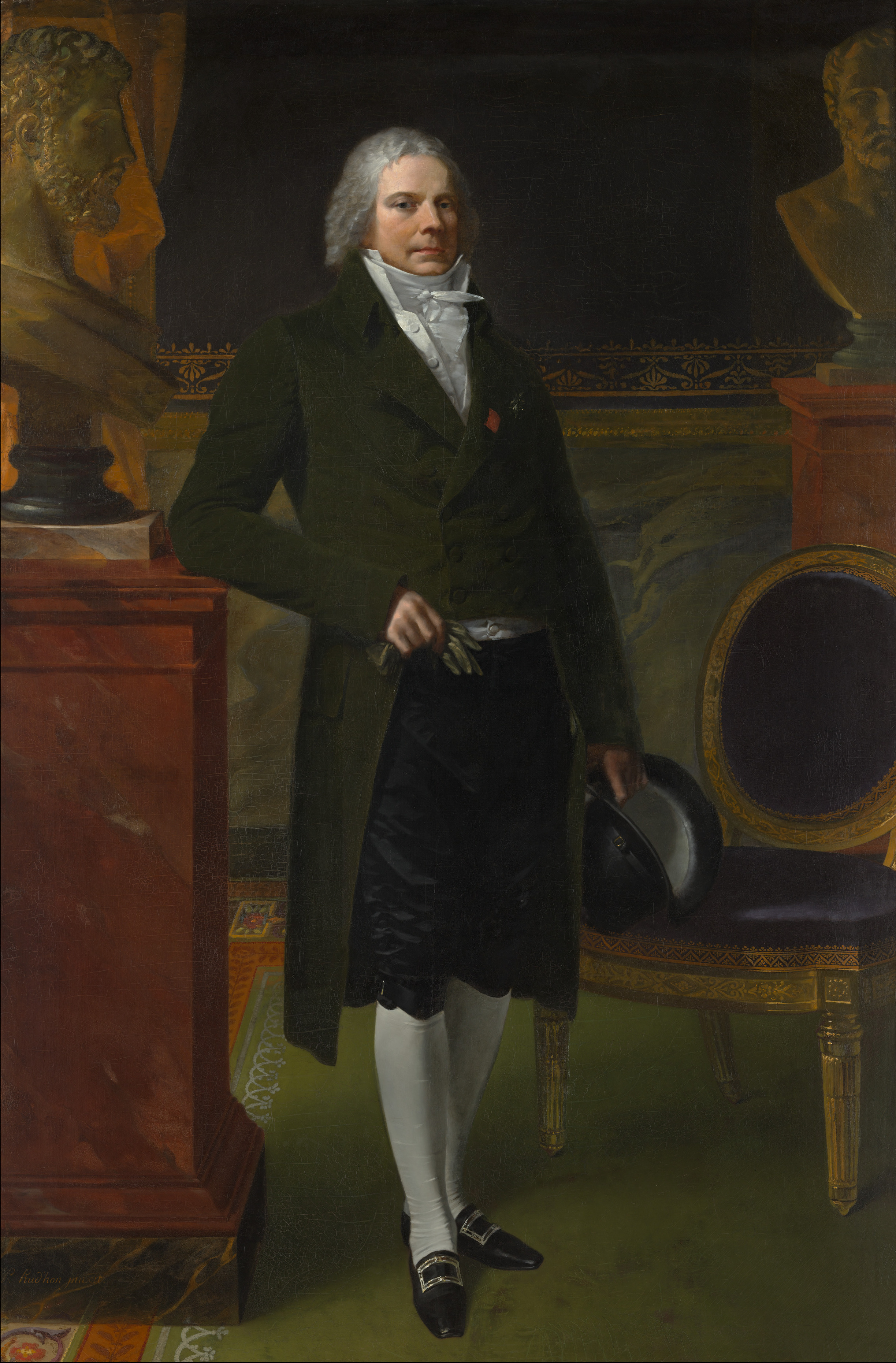
1817年的法官肖像畫

## 風潮內的艺术家
帝政风格的最重要谛造者是夏尔·佩西耶[1764－1838]和皮埃尔·方丹[1762－1853]，他们都是法兰西学院的学生，沉迷于古典主义，经大卫引荐后成为拿破仑的官方设计师。1801年，佩西耶和方丹将他们的设计编辑成《室内装饰汇编》出版，1812年又出版增订本。该书是拿破仑时期最具影响力的艺术手册类书籍，促进了帝政风格的传播。
佩西耶和方丹的代表作有于1801年为拿破仑的妻子约瑟芬[1763－1814]重新装修她的乡村宅邸马尔梅松城堡；1806年为拿破仑设计的骑兵竞技场凯旋门[Arc du Carrousel]，即小凯旋门，它以古罗马塞维鲁凯旋门为范本。当时的另一位官方设计师沙尔格兰[Jean–François–Thérèse Chalgrin，1793－1811]则设计了大凯旋门[Arc de Triomphe]。

## 風潮結束後對他國的影响
帝政风格随着拿破仑的军事征服，也被带到欧美各地，并获得了面貌各异的发展。帝政风格在意大利持续的时间比其他地区更持久，原因可能在于一方面这种风格易于联系起古罗马帝国的荣耀，另一方面意大利在1870年获得国家统一之后需要一种象征性的国家风格。英国的摄政风格，它与法国的帝政风格在时间上有相重叠处，并在一定程度上受到后者的影响。

## 資料来源

### 腳註
1. ↑  Gontar, Cybele. . metmuseum.org. Department of European Sculpture and Decorative Arts, The Metropolitan Museum of Art. 2004-10-01  [2022-09-18]. （原始内容存档于2022-12-09）. Courts across Europe adopted the Empire style, especially in Russia, where it became a staple. In Germany and Austria, it coexisted with the gentler Biedermeier associated with modest domestic interiors. Charles Percier (1764–1838) and Pierre François Léonard Fontaine (1762–1853) were the two most influential figures in the field of Empire decoration and furnishing. Official architects to the court of Napoleon, their main responsibility was the renovation of the various royal residences. Their Recueil de décorations intérieures (1812) was an essential handbook of the Empire style.
2. ↑  (Honour 1977，第171頁)
3. ↑  Honour 1977，第172頁
4. ↑  Fredlund, Jane.  2nd. Stockholm: Prisma. 2008: 108. ISBN 9789151849874. OCLC 234047178 （瑞典语）.
5. ↑  Jones 2014，第275頁.
6. 1 2 3  Hopkins 2014，第111頁.
7. ↑  . collections.louvre.fr.   [23 May 2022]. （原始内容存档于2023-03-12）.
8. ↑  . collections.louvre.fr.   [23 May 2022]. （原始内容存档于2023-03-12）.
9. ↑  Odile, Nouvel-Kammerer. . 2007: 154. ISBN 978-0-8109-9345-7 （英语）.
10. ↑  . collections.louvre.fr.   [23 May 2022]. （原始内容存档于2023-03-12）.
11. ↑  . collections.louvre.fr.   [23 May 2022]. （原始内容存档于2023-03-12）.
12. ↑  Odile, Nouvel-Kammerer. . 2007: 32. ISBN 978-0-8109-9345-7 （英语）.
13. ↑  Muriel Barbier. . louvre.fr.   [12 March 2021]. （原始内容存档于2021-05-09）.
14. ↑  Odile, Nouvel-Kammerer. . 2007: 177. ISBN 978-0-8109-9345-7 （英语）.
15. ↑  . www.kollerauktionen.ch.   [2023-03-15]. （原始内容存档于2023-03-15）.
16. ↑  参阅邵宏主编：《西方设计：一部为生活制作艺术的历史》第二章第二节，长沙，湖南科学技术出版社，2010年。